# Evoluția umană

O perspectivă actuală asupra distribuției temporale și geografice a genurilor populațiilor Homo. Alte interpretări diferă în principal în ceea ce privește taxonomia și distribuția geografică a speciilor de hominini.

Evoluția umană este procesul evolutiv care conduce la apariția oamenilor moderni din punct de vedere anatomic. Procesul se concentrează pe istoria evolutivă a primatelor – în special pe genul Homo, și pe apariția Homo sapiens ca o specie distinctă de hominidae (sau „maimuțe antropoide”) – fără a studia istoria anterioară care a condus la primate și hominoidea (maimuțe fără coadă). Acest proces a implicat dezvoltarea treptată a însușirilor, cum ar fi poziția bipedă umană și limbajul, precum și încrucișări cu alți hominizi, care indică faptul că evoluția umană nu a fost liniară.
Studiul evoluției umane implică multe discipline științifice: antropologie fizică, primatologie comparativă, arheologie, paleontologie, etologie, lingvistică, psihologie evolutivă, embriologie și genetică. Studiile genetice arată că primatele s-au ramificat de alte mamifere cu aproximativ 85 de milioane de ani în urmă, în perioada Cretacicului târziu, iar cele mai vechi fosile apar în Paleocen, în urmă cu 55 de milioane de ani.
În cadrul superfamiliei Hominoidea (maimuțe), familia Hominidae (maimuțe antropoide) s-a ramificat de familia Hylobatidae (gibon) cu 15–20 de milioane de ani în urmă; marile maimuțe africane (subfamilia Homininae) s-au ramificat de urangutani (Ponginae) acum 14 milioane de ani; tribul Hominini (oameni, Australopithecines și alte genuri bipede dispărute și cimpanzei) s-a despărțit de tribul Gorillini (gorile) acum 8–9 milioane de ani; subtribul Hominina (oameni și strămoși bipezi) și Panina (cimpanzei) s-au separat acum 4–7 milioane de ani. Oamenii moderni din punct de vedere anatomic au apărut în Africa cu aproximativ 300.000 de ani în urmă.

## Originea cuvântuluiHomo
Cuvântul Homo este numele genului biologic care grupează toate speciile umane. Toți sunt dispăruți, cu excepția lui Homo sapiens.
Termenul Homo, care înseamnă "Om" în latină, derivă din rădăcina indo-europeană *dʰǵʰm̥mō ("[lucru / fiu] al pământului").. Cuvântul a fost ales de biologul suedez Carl Linnaeus, care a pus bazele clasificării botanice și zoologice, în a doua ediție a operei sale fundamentale Systema naturae (ediția 1758), situând omul pe treapta superioară a regnului animal, alăturându-l ordinului primatelor. A fost primul care l-a definit ca gen si specie, numindu-l Homo sapiens.

## Istoria cercetărilor științifice

### Înainte de Darwin

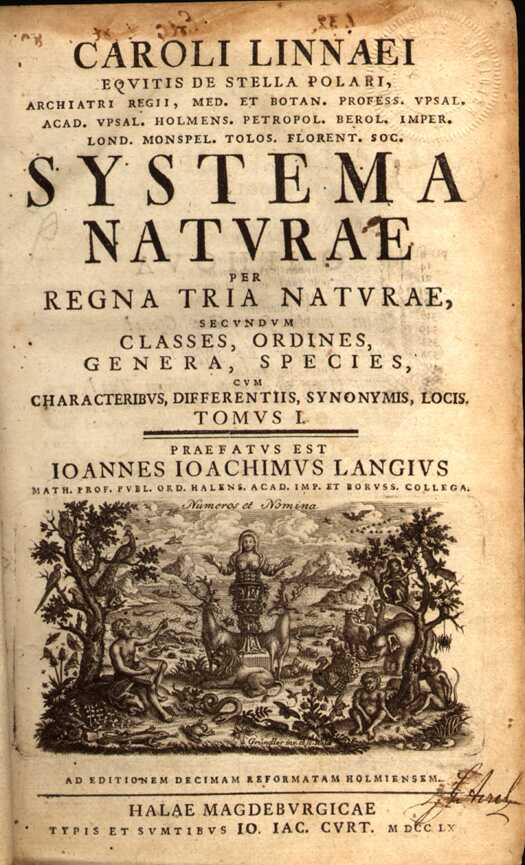
Systema Naturae a lui Carl Linnaeus, 1735

Primul care a comparat speciile și a stabilit un clasament a fost Aristotel în secolul al IV-lea î.Hr. El deduce o organizare a celor vii ridicându-l pe om pe o scară, în  Scala naturæ. Hippocrates în De natura hominis vede o relație între anatomie și influența mediului.
Galen (în secolul al doilea) notează asemănarea dintre anatomia maimuțelor și a oamenilor. Îi încurajează pe medici să practice disecția asupra maimuțelor. În evul mediu Isidorus din Sevilla face observații corecte privind relația dintre caracteristicile mediului geografic și particularitățile raselor omenești.
La Peyrère (1594-1676) afirmă în lucrarea Praeadamite că omul a existat înainte de Adam și admite și ideea poligenezei omului, iar E. Tyson (1650-1708) surprinde unele asemănări între om și maimuțe în lucrarea Orang-outang sive Homo sylvestris. În concordanță cu Noël-Antoine Pluche și faimoasa sa lucrare Spectacle de la nature, Carl Linnaeus stabilește o mare clasificare a naturii, Systema naturae. În ediția din 1758, omul este descris ca Homo sapiens, membru al grupului de antropomorfe, inclusiv cimpanzeii (Homo troglodytes). Linnaeus consideră că maimuțele antropoide sunt cele mai apropiate rude ale omului dacă luăm în considerare asemănările morfologice și anatomice.
Georges-Louis Leclerc de Buffon (1707-1781) critică lucrarea lui Linnaeus și spune: „Dumnezeu a creat, Linnaeus a clasificat”. La rândul său, munca sa este organizată în jurul omului, clasându-l ca o specie unică. Introduce noțiunea de „degradare a speciilor”, cele mai nobile specii, cu excepția oamenilor, care pot suferi modificări în timp.
Jean-Baptiste de Lamarck abordează noțiunea de degradare prin inversarea ei: speciile mai complexe apar în funcție de schimbările în mediu, conform unui proces evolutiv. A publicat teoriile "pozitive" ale evoluției speciei în 1802, în Système des animaux, apoi în Philosophie zoologique (1809). El a introdus noțiunile de anterioritate, descendență, genealogie a speciilor și transformism.

### Darwin

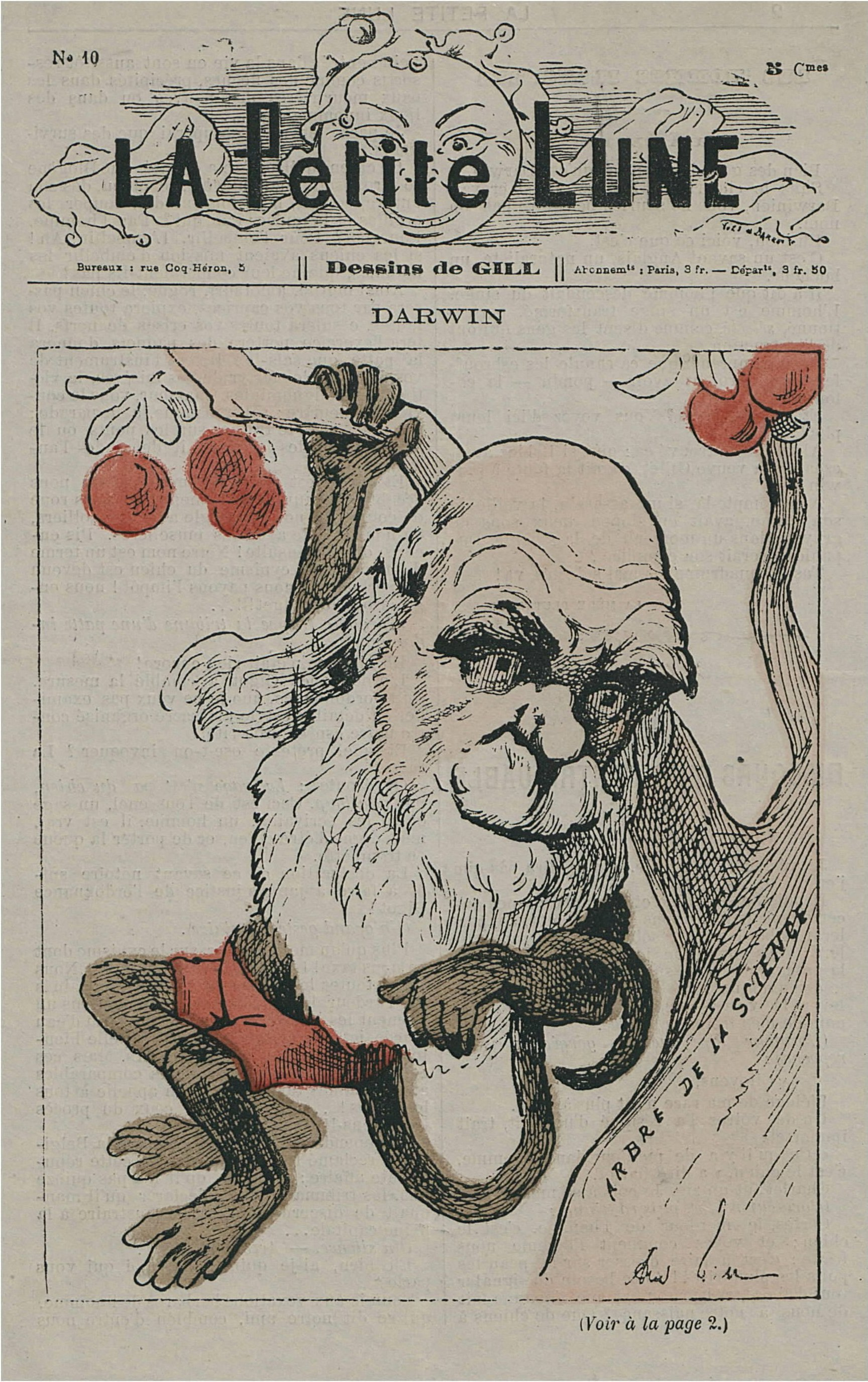
Caricatură a lui Charles Darwin reprezentat ca o maimuță pe coperta revistei de satiră pariziană "La Petite Lune", publicată de André Gill 1878-1879.

La 1 iulie 1858, la Societatea lineană din Londra sunt prezentate: eseul "On the Tendency of Species to form Varieties” de Alfred Russel Wallace și un eseu de Charles Darwin. Aceste două eseuri prezintă teoria evoluției prin selecție naturală.
În 1859, Darwin și-a publicat cartea „Originea speciilor”, în care explică mecanismul care guvernează evoluția treptată a speciilor vii în natură. Teoria sa este că doar cei mai bine adaptați indivizi supraviețuiesc și se reproduc. Aceasta este o selecție naturală.. Cartea lui Darwin nu abordează problema evoluției umane, dar ideea filiației între oameni și maimuțele vechi a devenit evidentă. Wallace crede că doar selecția naturală prezidează transformarea speciilor. Pentru Darwin aceasta nu poate explica totul. El și-a terminat teoria cu cea a selecției sexuale când a publicat „Descendența omului și selecția sexuală” în 1871. El consideră că maimuțele sunt animalele cele mai apropiate de om și presupune că originile liniei umane se găsesc în Africa.
Cu toate acestea, ideea că o specie de om distinctă de a noastră a existat în trecut și a dispărut a fost deosebit de dificil de admis.
Primele dezbateri asupra naturii evoluției umane au apărut între biologii Thomas Henry Huxley și Richard Owen în special în timpul „Dezbaterii asupra hippocampus”. Huxley argumentează pentru evoluția umană plecând de la maimuțe și concluzionează că „diferențele dintre rasele umane cele mai înalte și cele mai primitive sunt de același ordin de mărime ca cele care separă creierul uman de creierul maimuței”. Își reia concluziile în cartea sa, publicată în 1863, „Locul omului în natură”.

### Primele fosile

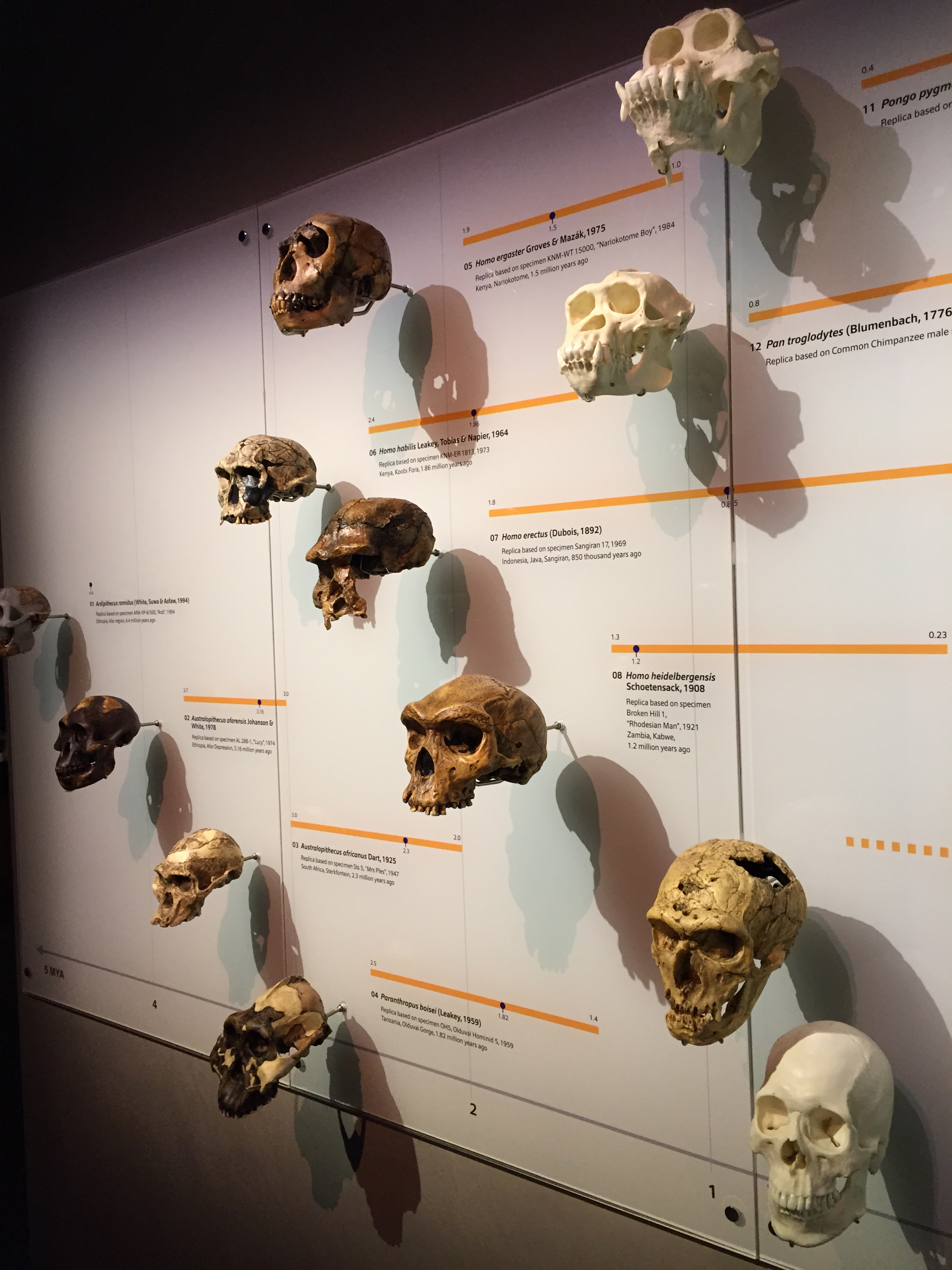
Cranii de hominid

O problemă majoră în secolul al XIX-lea a fost lipsa fosilelor intermediare. Cea mai veche descoperire era reprezentată de un schelet aproape complet descoperit în 1823, identificat în timpul descoperirii sale ca aparținând unei femei din epoca romană (analizele ulterioare l-au identificat ca fiind un tânăr bărbat datând cu 33.000 ani în urmă, în Paleoliticul superior).
În 1830, Philippe-Charles Schmerling a exhumat rămășițele a trei persoane în Peșterile Schmerling din Belgia. Ele îi atrag atenția lui Charles Lyell, dar nu este convins de vechimea lor. Alte fosile se găsesc în cariera Forbes din Gibraltar în 1848, dar inițial s-a susținut că acestea erau rămășițele unui om modern care a suferit un fel de boală. Toate aceste fosile sunt mai târziu identificate ca Homo neanderthalensis.  
În 1856, oseminte umane au fost găsite într-o carieră de calcar în Neandertal, lângă Düsseldorf, Germania, cu trei ani înainte de publicarea „Originii Speciilor”. Identificați de Johann Carl Fuhlrott ca niște oase vechi și primitive, ele fac obiectul unei controverse enorme, ideea că alte tipuri de bărbați ar putea exista nu este admisă.
Descoperirea unei mandibule în Peștera Naulette (Belgia) în 1866, dovedește existența altor specii de oameni. Studiul comparativ al lui Paul Broca îi permite să afirme că această mandibă „oferă un argument anatomic darwiniștilor. Acesta este primul inel al unui lanț care se extinde de la om la maimuță”.
În 1886, prezentarea de către Societatea de arheologie din Namur a descoperirii fosilelor umane în peștera Spy din Belgia, are un impact deosebit în presa întregii lumi.

### Veriga lipsă
Începând cu anii 1860, Huxley, Broca și Ernst Haeckel modelau principiile evoluției de la maimuță la om. Numit anthropopithecus de Gabriel de Mortillet (preluând genul Anthropopithecus stabilit în 1839 de către De Blainville) și Pithecanthropus de Haeckel, începe căutarea "verigii lipsă", o formă hibridă între omul modern și maimuțele antropoide.

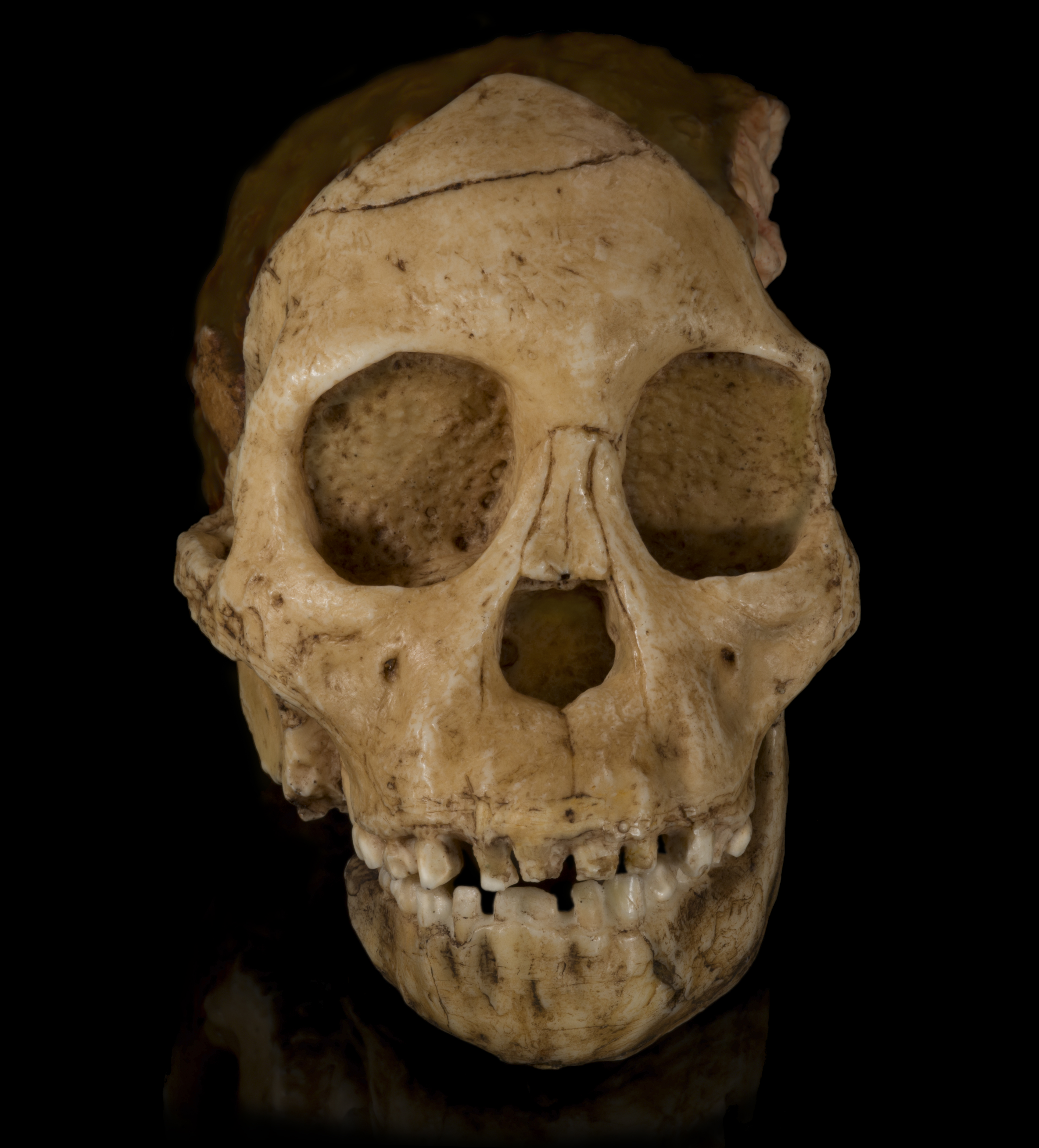
Copilul din Taung (replică)

Pentru Haeckel, gibonul este cea mai apropiată maimuță de oameni. Pentru el, veriga lipsă este o formă intermediară între cele două.
Eugène Dubois descrie fosilele descoperite în 1891 la Trinil, pe malurile râului Solo (12 km vest de Ngawi, în Provincia Java de Est) pe care le-a denumit (în 1892-1893) Anthropopithecus javanensis: omul-maimuță de Java. Descoperirea unui femur lung asemănător cu cel al omului, sugerând că deținătorul lui avea o poziție verticală, l-a făcut să considere că era „veriga lipsă” între maimuță și om. A redenumit-o (în 1893-1894) Pithecanthropus erectus, omul-maimuță în poziție verticală.
În 1925, Raymond Dart, antropolog al Universității din Witwatersrand, descrie în revista Nature „veriga lipsă” Australopithecus africanus. Specimenul descris astfel este Copilul din Taung, un craniu bine conservat al unui individ tânăr, descoperit în 1924 într-o carieră din Taung, lângă Kimberley, Africa de Sud. Deși creierul este mic (410 cm3), forma sa rotunjită, spre deosebire de cea a cimpanzeilor și gorilelor, are o organizare comparabilă cu cea a unui creier uman modern. În plus, copilul din Taung prezenta dinți canini scurți iar crăpătura occipitală, în centrul craniului și îndreptată în jos, arată o locomoție bipedă. Toate aceste trăsături l-au convins pe Dart că specimenul reprezenta „o rasă dispărută de maimuțe, intermediare între antropoizii de astăzi și om”.

### Frauda Piltdown
În februarie 1912, Charles Dawson l-a informat pe Arthur Smith Woodward, președintele Societății Geologice din Londra și pe curatorul departamentului de Istorie Naturală al Muzeului de Istorie Naturală din Marea Britanie, că a găsit, între 1908 și 1911, fragmente de oase și unelte. Craniul, jumătate de om, jumătate de maimuță, corespunde verigii lipsă ideale așteptată de antropologi.
Totuși, acest Om de Piltdown se dovedește a fi o escrocherie constând dintr-un craniu al unui om și o mandibă de urangutan. Această înșelăciune a fost dovedită în 1953 în urma analizelor fizico-chimice.
Autorii fraudei nu au fost niciodată descoperiți, dar numai un specialist în paleontologie ar putea da oaselor o patină comparabilă cu cea a altor fosile găsite pe același sit.

### Fosilele din Africa de Est
În anii 1960 și 1970, s-au găsit sute de fosile, în special în Africa de Est în regiunea Cheile Olduvai și Lacul Turkana.
Membrii familiei Leakey, Louis Leakey și soția sa, Mary Leakey, și mai târziu fiul lor  Richard și nora Meave, au fost printre cei mai activi paleoantropologi în cercetarea din Africa de Est. După mai bine de treizeci de ani, căutând și descoperind mii de unelte preistorice, Mary și Louis au descoperit la 17 iulie 1959, pe "Dear boy", numit și Mister Zinj, un australopithecus. Aplicând o tehnică de datare absolut nouă pentru epocă, ei au împins înapoi la 1,8 milioane de ani nașterea omenirii, estimată până acum la câteva sute de mii de ani.
În anii 1970, Etiopia a apărut ca un loc important pentru paleoantropologie cu descoperirea lui Lucy la 30 noiembrie 1974. Este o fosilă relativ completă a speciei Australopithecus afarensis, care demonstrează că mersul biped datează de 3-4 milioane de ani. Specimenul a fost poreclit "Lucy" după piesa "Lucy in the Sky with Diamonds" a lui Beatles, care a fost interpretată cu voce tare în mod repetat în tabără în timpul săpăturilor.
În 1976, Mary Leakey a excavat regiunea Laetoli din Tanzania, unde a descoperit urme de hominid biped conservate foarte bine în cenușă vulcanică.

Regiunea Hadar este locul descoperirii a multor fosile noi de hominizi, în special cele descoperite de echipa condusă de Timothy White în anii 1990, cum ar fi Ardipithecus ramidus.
În anul 2013, scheletele fosile ale Homo naledi, o specie dispărută de hominin atribuită (provizoriu) genului Homo, au fost găsite în peștera Rising Star din situl Leagănul Omenirii din regiunea Gauteng, în apropiere de  Johannesburg, Africa de Sud. În septembrie 2015, din peșteră au fost excavate un total de 1550 de oase și fragmente de oase care reprezintă cel puțin cincisprezece indivizi, inclusiv copii și bătrâni. Specia este caracterizată de o masă corporală și statură similară populațiilor umane mici, un volum endocranial mai mic, similar cu Australopithecus, și o morfologie craniană (forma craniului) similară cu cea a speciilor timpurii Homo. Anatomia scheletică combină caracteristici primitive cunoscute de la Australopithecine cu caracteristici cunoscute de la homininele timpurii. Fosilele prezintă semne care par că au fost așezate în mod deliberat în peșteră în apropierea timpului morții. Ele nu au fost încă datate.
Aceste descoperiri au făcut posibilă afirmarea rolului Africii ca leagăn al omenirii.

### Revoluția genetică

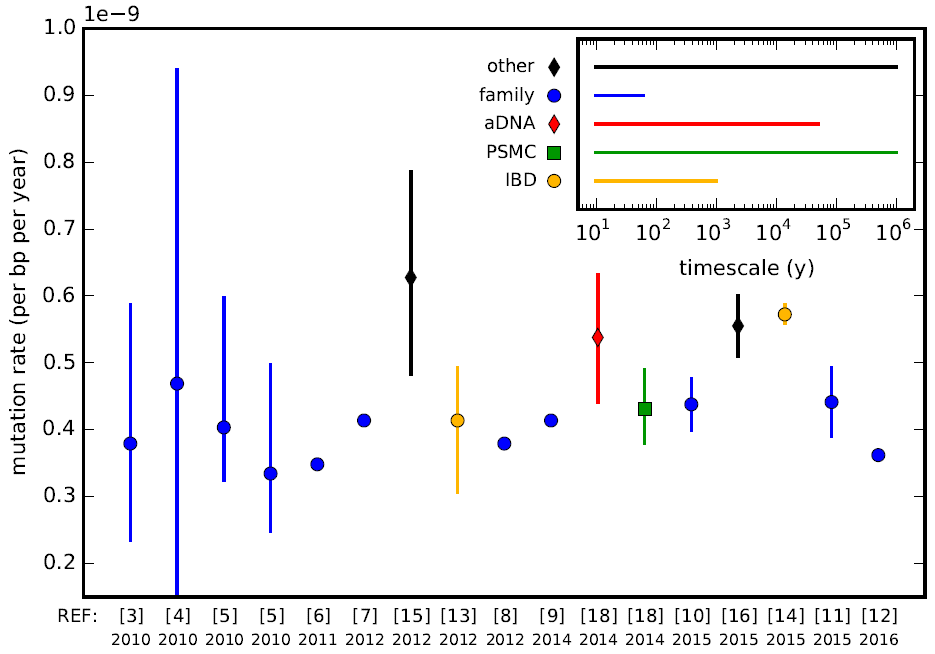
Estimări raportate recent ale ratei mutațiilor pe întreg genomul, la om. Rata mutațiilor de transmitere a liniei de germeni la om este de aproximativ 0.5×10^{−9} pe pereche de baze pe an.

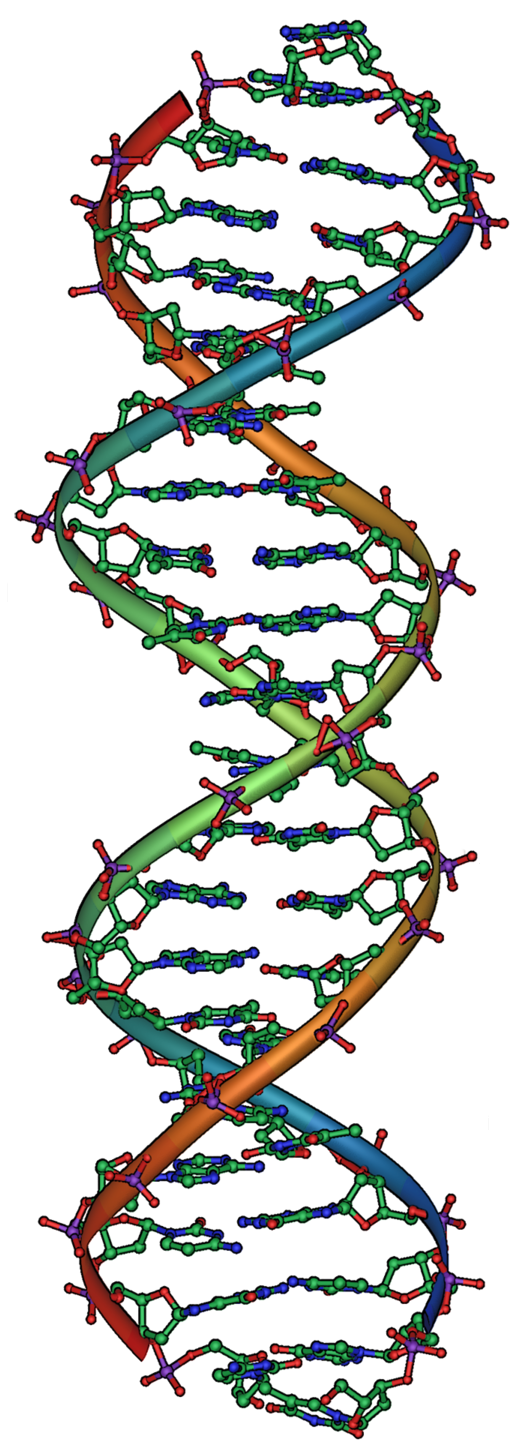
ADN, baza moleculară pentru moștenirea biologică

Revoluția genetică în studiile privind evoluția umană a început atunci când doi biochimiști de la Universitatea din Berkeley, California, Vincent Sarich și Allan Wilson au comparat reacțiile imunologice ale albuminei serice de la oamenii actuali cu cele de la maimuțele africane (cimpanzeii și gorilele). Scopul lor era acela de a determina gradul în care structura proteinelor umane diferă de cea a maimuțelor - o diferență care ar trebui să crească în timp cu o rată măsurabilă, ca urmare a mutațiilor. Cu cât numărul de mutații este mai mare, cu atît înseamnă că oamenii și maimuțele au fost mai mult timp specii distincte. Ei au calculat rata mutațiilor, datele putând fi utilizate sub forma unui "ceas molecular". Conform "ceasului molecular", reieșea că prima specie umană ar fi apărut acum 5 milioane de ani, concluzie care era în profund dezacord cu cele 15-30 de milioane de ani postulate în teoriile antropologice consacrate ale perioadei. Ulterior, descoperirile fosile, în special "Lucy", și reinterpretarea materialelor fosile vechi, în special Ramapithecus, au validat metoda albuminei.
Potrivit teoriilor convenționale de până atunci, cimpanzeii și gorilele erau considerate rude mai apropiate între ele decât cu oamenii, de care se află la o distanță filogenetică foarte mare. Datele obținute de Wilson și Sarich au arătat că structurile proteinelor sangvine de la oameni, cimpanzei și gorile diferă în aceeași măsură unele de altele. Acest lucru înseamnă că acum 5 milioane de ani, cele trei linii descendente diferite s-au desprins dintr-un strămoș comun, o separare care a dus nu numai la apariția omului modern, ci și a gorilelor sau cimpanzeilor actuali.

### Căutarea celui mai timpuriu hominin
În anii '90, mai multe echipe de paleoantropologi lucrau în întreaga Africă cautând dovezi ale celei mai timpurii separări a liniei hominin de marile maimuțe. În 1994, Meave Leakey a descoperit Australopithecus anamensis. Rezultatul a fost umbrit de descoperirea lui Tim D. White din 1995 a lui Ardipithecus ramidus, care a împins înapoi înregistrările fosile la 4,2 milioane de ani în urmă.
În 2000, Martin Pickford și Brigitte Senut au descoperit, în dealurile Tugen din Kenya, un hominin biped de 6 milioane de ani pe care l-a numit Orrorin tugenensis. Și în 2001, o echipă condusă de Michel Brunet a descoperit craniul de Sahelanthropus tchadensis datând cu 7,2 milioane de ani în urmă și despre care Brunet a susținut că a fost biped și, prin urmare, un hominid.

## Etapele evoluției umane

#### Apariția vieții

Cladogramă

Viața a apărut pe Pământ cu 3,5-3,8 miliarde de ani în urmă, sub forma celulelor procariote. Toate speciile care trăiesc în prezent pe Pământ provin dintr-un ultim strămoș comun universal (sau LUCA, o abreviere pentru "Last Universal Common Ancestor") datând de aproximativ 2,4 miliarde de ani. După o diversificare majoră a speciilor care trăiesc în oceane, viața colonizează uscatul. Deși cele mai vechi dovezi despre plantele și animalele terestre datează din perioada Ordovician (488-444 milioane de ani în urmă), și un număr de microorganisme au ajuns pe uscat mult mai devreme, ecosistemele terestre moderne au apărut în Devonianul târziu, de la 385 la 359 milioane de ani în urmă.
În mai 2017, dovada celei mai vechi forme de viață cunoscute de pe uscat ar putea fi de acum 348 de milioane de ani în izvoarele termale din vestul Australiei. Potrivit acestei dovezi, este mult mai probabil ca viața să fi apărut în izvoarele termale de apă dulce de pe uscat decât în ocean, adaptându-se ulterior la viața terestră.

### Diferențierea dintrecladaumană și maimuțele antropoide
Specii apropiate de ultimul strămoș comun al gorilelor, cimpanzeilor și oamenilor pot fi reprezentate de fosilele de Nakalipithecus găsite în Kenya și Ouranopithecus găsite în Grecia. Dovezile moleculare sugerează că între 8 și 4 milioane de ani în urmă, mai întâi gorilele, apoi cimpanzeii (genul Pan) s-au desprins de linia care a dus la oameni. ADN-ul uman este de aproximativ 98,4% identic cu cel al cimpanzeilor atunci când se compară polimorfisme cu un singur nucleotid. Înregistrările fosile de gorile și cimpanzei sunt limitate; atât conservarea proastă – solurile din pădurile tropicale au tendința de a fi acide și dizolvă oasele – cât și probabilitatea eșantioanelor părtinitoare au contribuit la această problemă.
Alte hominine probabil s-au adaptat la mediile mai uscate în afara centurii ecuatoriale; și acolo au întâlnit antilope, hiene, câini, porci, elefanți, cai și altele. Centrura ecuatorială s-a contractat cu aproximativ 8 milioane de ani în urmă, și există foarte puține dovezi fosile despre despărțirea care s-a produs în jurul acelei perioade – a liniei hominine din liniile gorilelor și cimpanzeilor. Cele mai veche fosile despre care unii susțin că aparțin liniei umane sunt Sahelanthropus tchadensis (7 milioane de ani) și Orrorin tugenensis (6 milioane de ani), urmate de Ardipithecus (5,5-4,4 milioane de ani), cu speciile Ar. kadabba și Ar. ramidus.
Într-un studiu al istoriei vieții lui Ar. ramidus s-a argumentat că specia oferă dovezi pentru o serie de adaptări anatomice și comportamentale la homininele foarte timpurii, spre deosebire de orice specie de maimuță antropoidă. Acest studiu a demonstrat afinități între morfologia craniană a lui Ar. ramidus și cea a cimpanzeilor pui și juvenili. S-a susținut, de asemenea, că specia oferă sprijin pentru ideea că homininele foarte timpurii, asemănătoare cu bonobos (Pan paniscus), speciile mai puțin agresive de cimpanzeu, au evoluat prin procesul de auto-domesticare. În consecință, argumentând împotriva așa-numitului "model referențial cimpanzeu" autorii sugerează că nu mai este posibil să se folosească comportamentele sociale și de împerechere ale cimpanzeului comun (Pan troglodytes) în modele de evoluție socială timpurie a homininilor. 
Autorii susțin că multe dintre adaptările umane de bază au evoluat în vechile păduri și ecosisteme ale pădurilor din Miocenul târziu și din Africa din timpul Pliocenului timpuriu. În consecință, ei susțin că omul nu reprezintă evoluția de la un strămoș asemănător cu cimpanzeul așa cum se presupunea în mod tradițional. Acest lucru sugerează că multe adaptări umane moderne reprezintă trăsături filogenetice profunde și că morfologia și comportamentul cimpanzeilor s-ar putea să fi evoluat ulterior divizării din strămoșul comun pe care îl împart cu oamenii.

### GenulAustralopithecus

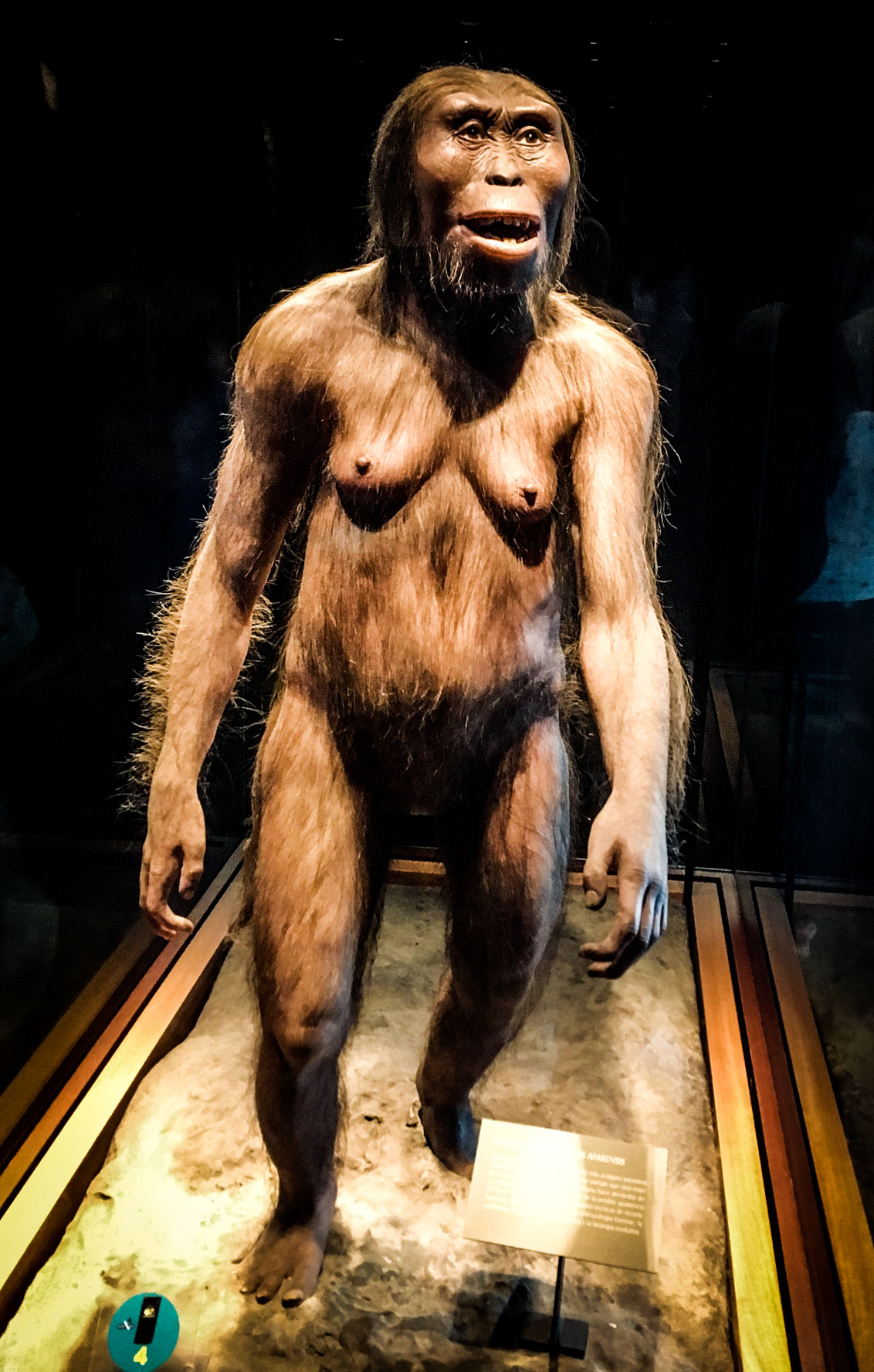
Reconstrucția lui „Lucy"

Genul Australopithecus a evoluat în Africa de est cu aproximativ 4 milioane de ani în urmă, înainte de a se răspândi pe tot continentul și, în cele din urmă, a dispărut cu 2 milioane de ani în urmă. În această perioadă au existat diverse forme de australopiteci, inclusiv Australopithecus anamensis, Au. afarensis, Au. sediba și Au. africanus. Există încă o dezbatere între academicieni dacă anumite specii africane de hominid din acest moment, cum ar fi Au. robustus și Au. boisei, constituie membri ai aceluiași gen. Dacă aceste specii aparțin unui gen diferit, atunci li se poate da numele de Paranthropus.
- Australopithecus (4–1,8 MA), cu speciile Au. anamensis, Au. afarensis, Au. africanus, Au. bahrelghazali, Au. garhi și Au. sediba;
- Kenyanthropus (3–2,7 MA), cu specia K. platyops;
- Paranthropus (3–1,2 MA), cu speciile P. aethiopicus, P. boisei și P. robustus

S-a susținut că a fost descoperită o nouă specie, Australopithecus deyiremeda, care a trăit în acceași perioadă cu Au. afarensis. Există o dezbatere dacă Au. deyiremeda este o specie nouă sau este  Au. afarensis. Australopithecus prometheus, altfel cunoscut sub numele de Little Foot a fost recent datat la vârsta de 3,67 milioane de ani printr-o nouă tehnică de datare, făcând genul  Australopithecus la fel de vechi ca afarensis. Având în vedere degetul mare opozabil la picioare găsit la Little Foot, se pare că era un bun cățărător și se crede că, având în vedere prădătorii de noapte ai regiunii, probabil își construia în copaci o platformă de cuibărit noaptea, la fel ca cimpanzeii și gorilele.

## Evoluția genuluiHomo
Cel mai vechi reprezentant documentat al genului Homo este Homo habilis, care a evoluat în urmă cu aproximativ 2,8 milioane de ani, și este, fără îndoială, cea mai veche specie pentru care există dovezi pozitive privind utilizarea uneltelor din piatră. Creierul acestor hominizi timpurii era de aproximativ aceeași dimensiune ca a unui cimpanzeul, deși s-a sugerat că acesta a fost momentul în care genele umane SRGAP2 s-au dublat, producând o activitate mai rapidă a cortexului frontal. În următoarele milioane de ani a apărut un proces de encefalizare rapidă și, odată cu apariția lui Homo erectus și Homo ergaster în înregistrarea fosilă, capacitatea craniană s-a dublat la 850 cm3. (O astfel de creștere a dimensiunii creierului uman este echivalentă pentru fiecare generație având 125.000 de neuroni mai mult decât părinții lor.) Se crede că Homo erectus și Homo ergaster au fost primii care au folosit focul și unelte complexe și au fost primii din linia de hominizi care au părăsit Africa, răspândindu-se în întreaga Asie și Europă cu 1,3-1,8 milioane de ani în urmă.

### H. habilisșiH. gautengensis

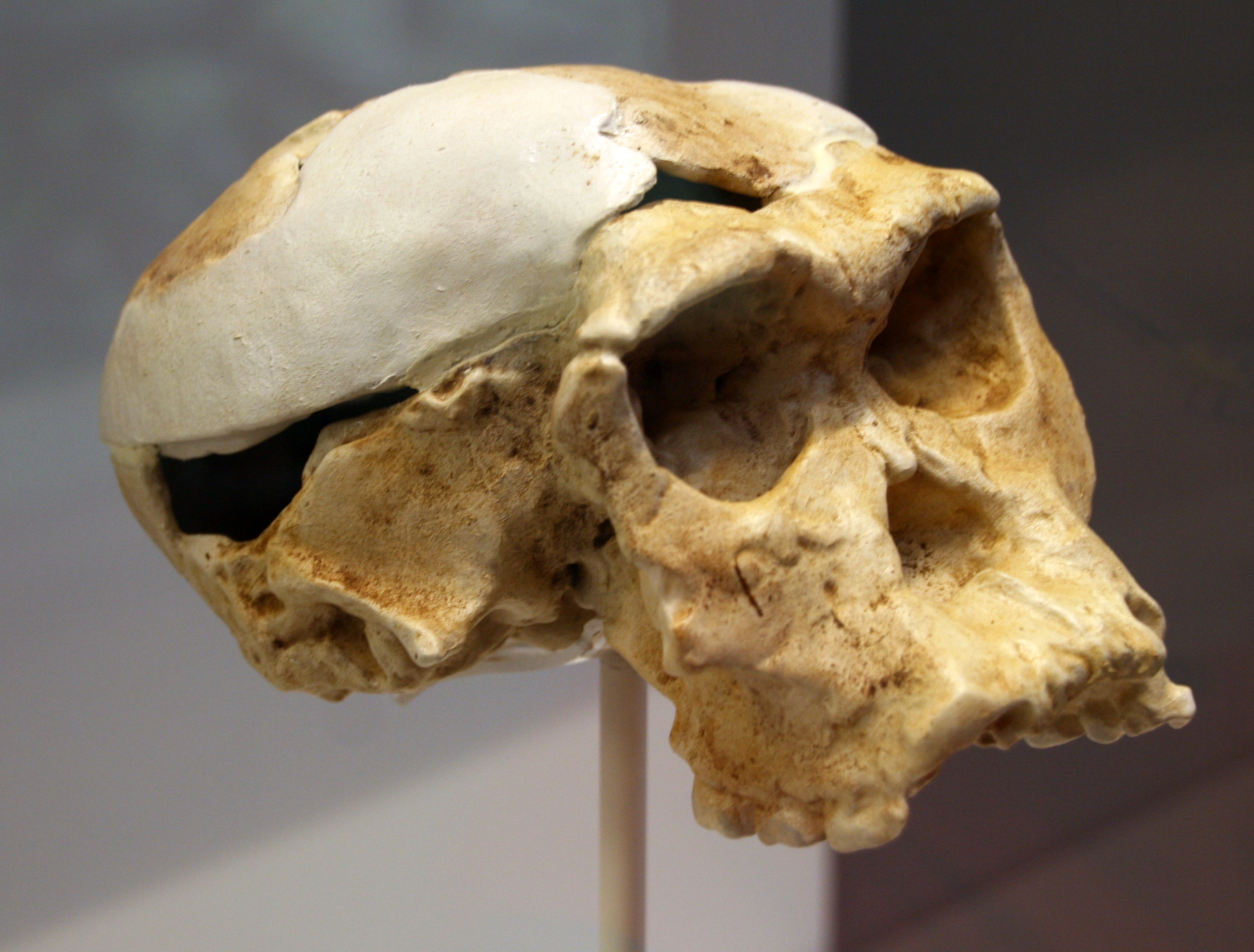
Replică după craniu de Homo habilis găsit în Cheile Olduvai (Tanzania) și datat 1,8 milioane de ani vechime.

Homo habilis a trăit de la aproximativ 2,8 până la 1,4 milioane de ani în urmă. Specia a evoluat în Africa de Sud și de Est în Pliocenul târziu sau Pleistocenul timpuriu, când s-a separat de australopiteci. Homo habilis avea molari mai mici și creierul mai mare decât la australopiteci și făcea unelte din piatră și poate din oase de animale. A fost numit Homo habilis (om îndemânatic) de către descoperitorul ei, Louis Leakey, datorită asocierii sale cu uneltele de piatră. Unii oameni de știință au propus scoaterea acestei specii din Homo și includerea în Australopithecus datorită morfologiei scheletului său care este mai adaptat pentru traiul în copaci decât pentru deplasarea bipedă ca Homo sapiens.
În mai 2010, o nouă specie, Homo gautengensis, a fost descoperită în Africa de Sud.

### H. rudolfensisșiH. georgicus
Acestea sunt numele propuse pentru fosilele de aproximativ 1,9-1,6 milioane de ani, a căror relație cu Homo habilis nu este încă clară.
- Homo rudolfensis se referă la un singur craniu incomplet din Kenya. Oamenii de știință au sugerat că acesta a fost un alt Homo habilis, dar acest lucru nu a fost confirmat.[56]
- Homo georgicus, din Georgia, poate fi o formă intermediară între Homo habilis și Homo erectus,[57] sau o subspecie a lui Homo erectus.[58]

### H. ergasterșiH. erectus

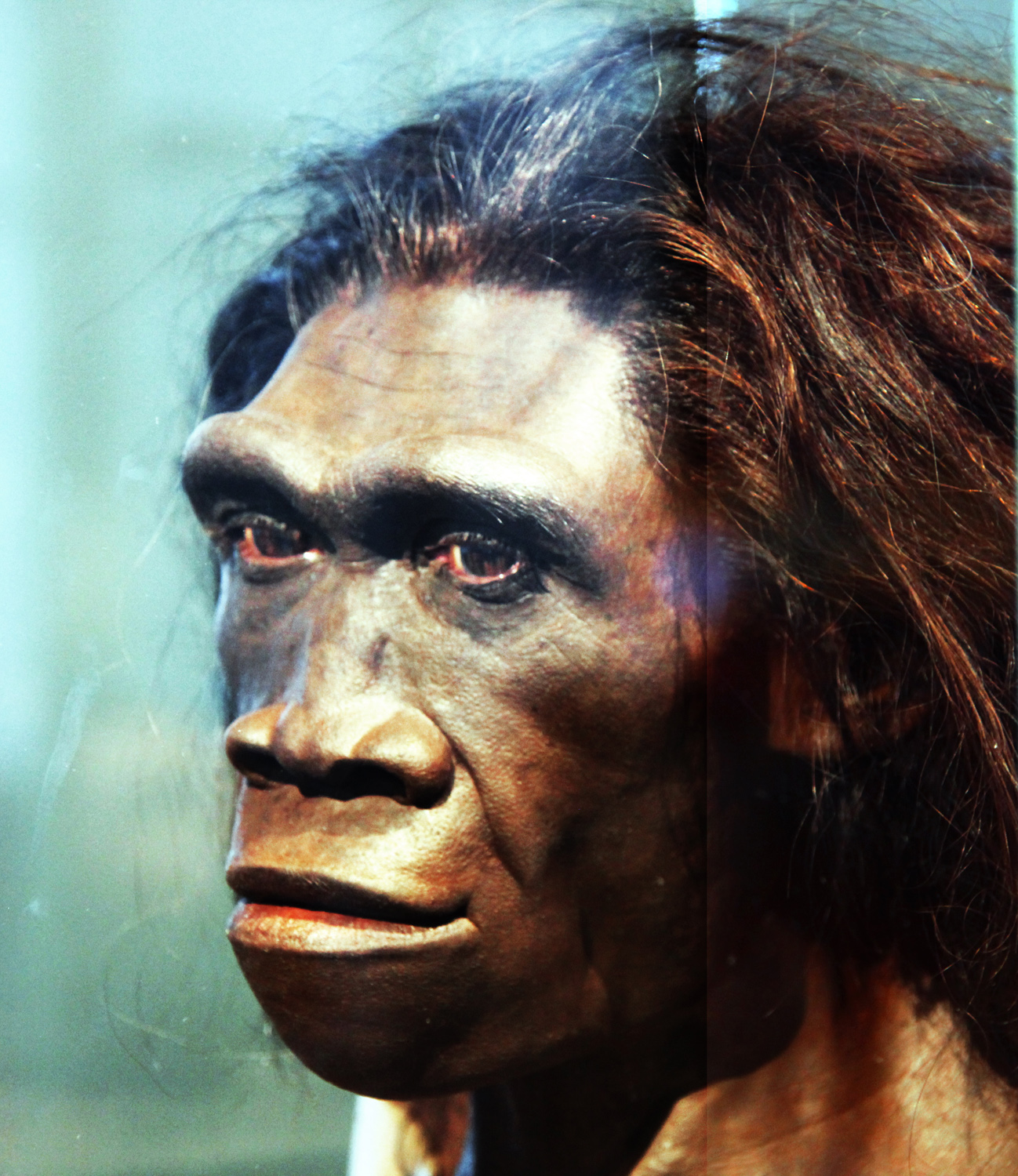
Reconstituirea unei femele Homo erectus

Primele fosile de Homo erectus au fost descoperite de medicul olandez Eugène Dubois în 1891 pe insula indoneziană Java. Inițial, el a numit specimenul Anthropopithecus erectus (1892-1893, considerat ca un primat de tip cimpanzeu) și Pithecanthropus erectus (1893-1894, răzgândindu-se pe baza morfologiei sale, pe care a considerat-o intermediară între cea a oamenilor și a maimuțelor). Ani mai târziu, în secolul XX, medicul german și paleoantropologul Franz Weidenreich (1873-1948) a comparat în detaliu Omul de Java a lui Dubois, pe atunci numit Pithecanthropus erectus, cu Omul Peking, pe atunci numit Sinanthropus pekinensis.
Homo erectus a trăit în intervalul cuprins între acum 1,8 milioane de ani până acum 70.000 de ani în urmă - ceea ce ar însemna că probabil a dispărut în urma catastrofei Toba; totuși, Homo floresiensis a supraviețuit. Faza timpurie a lui Homo erectus, de la 1,8 la 1,25 milioane de ani, este considerată de unii ca fiind o specie separată, Homo ergaster, sau ca Homo erectus ergaster, o subspecie a lui Homo erectus.
În Africa, în Pleistocenul timpuriu, acum 1,5-1 milioane ani, se crede că unele populații de Homo habilis au dezvoltat creiere mai mari și au făcut unelte de piatră complexe; aceste diferențe și altele sunt suficiente pentru ca antropologii să le clasifice ca o specie nouă, Homo erectus - în Africa. Această specie poate a folosit foc pentru a găti carnea. 
Un exemplu celebru de Homo erectus este Omul Peking; altele au fost găsite în Asia (în special în Indonezia), Africa și Europa. Mulți paleoantropologi folosesc acum termenul Homo ergaster pentru formele non-asiatice ale acestui grup și rezervă termenul de Homo erectus numai pentru acele fosile care se găsesc în Asia și îndeplinesc anumite cerințe scheletice și dentare care diferă ușor de H. ergaster.

### H. cepranensisșiH. antecessor
Acestea sunt propuse ca specii care pot fi intermediare între H. erectus și H. heidelbergensis.
- H. antecessor este cunoscut din fosile din Spania și din Anglia care sunt datate 1,2 milioane de ani-500.000 vechime.[61][62]
- H. cepranensis se referă la un singur cap de craniu din Italia, estimat a avea în jur de 800.000 de ani.[63]

### H. heidelbergensis
H. heidelbergensis ("Omul Heidelberg") a trăit de la aproximativ 800.000 la aproximativ 300.000 de ani în urmă. De asemenea, propus ca Homo sapiens heidelbergensis sau Homo sapiens paleohungaricus.

### H. rhodesiensisși craniul Gawis
- H. rhodesiensis, estimat la o vechime de 300.000–125.000. Majoritatea cercetătorilor actuali plasează Omul rodesian în cadrul grupului Homo heidelbergensis, deși au fost propuse alte denumiri precum Homo sapiens și Homo sapiens rhodesiensis
- În februarie 2006 a fost găsită o fosilă, craniul Gawis, care ar putea fi o specie intermediară între H. erectus și H. sapiens sau una dintre mai multe specii evolutive dispărute. Craniul din Gawis, Etiopia, se crede a avea 500.000-250.000 de ani. Numai detaliile sumare sunt cunoscute, iar cercetătorii nu au lansat încă un studiu evaluat de colegi. Caracteristicile faciale ale omului Gawis sugerează că este fie o specie intermediară, fie un exemplu de femelă "Omul Bodo".[65]

### Neanderthal și Denisovan
Homo neanderthalensis, desemnat alternativ ca Homo sapiens neanderthalensis, a trăit în Europa și Asia acum 400.000-28.000 de ani. Există o serie de diferențe anatomice clare între oamenii moderni din punct de vedere anatomic și populațiile neanderthaliene. Multe dintre acestea se referă la adaptarea superioară la mediile reci a populațiilor neanderthaliene. Neanderthalienii aveau, de asemenea, un creier semnificativ mai mare. Acest lucru pare să indice că superioritatea intelectuală a populațiilor oamenilor modeni in punct de vedere anatomic poate fi discutată. Cercetări mai recente au arătat importante diferențe în arhitectura creierului. De exemplu, atât în dimensiunea globului ocular cât și în dimensiunea lobului occipital, o mărime mai mare sugerează că Neanderthalul avea o acuitate vizuală mai bună decât oamenii moderni, ceea ce ar fi constituit un avantaj în condițiile de lumină inferioară găsite în Europa erei glaciare.
Populațiile neanderthaliene au fost fizic superioare populațiilor oamenilor moderni. Însă, creierul neanderthalian arată că o zonă mai mică era disponibilă pentru funcționarea socială. Se pare că având populații mai mari, inovații sociale și tehnologice, oamenii moderni au înlocuit treptat populațiile neanderthaliene, începând de acum 50.000 de ani, mai întâi în estul Europei, ultima astfel de înlocuire având loc în extremitatea vestică, acum circa 28.000 de ani.

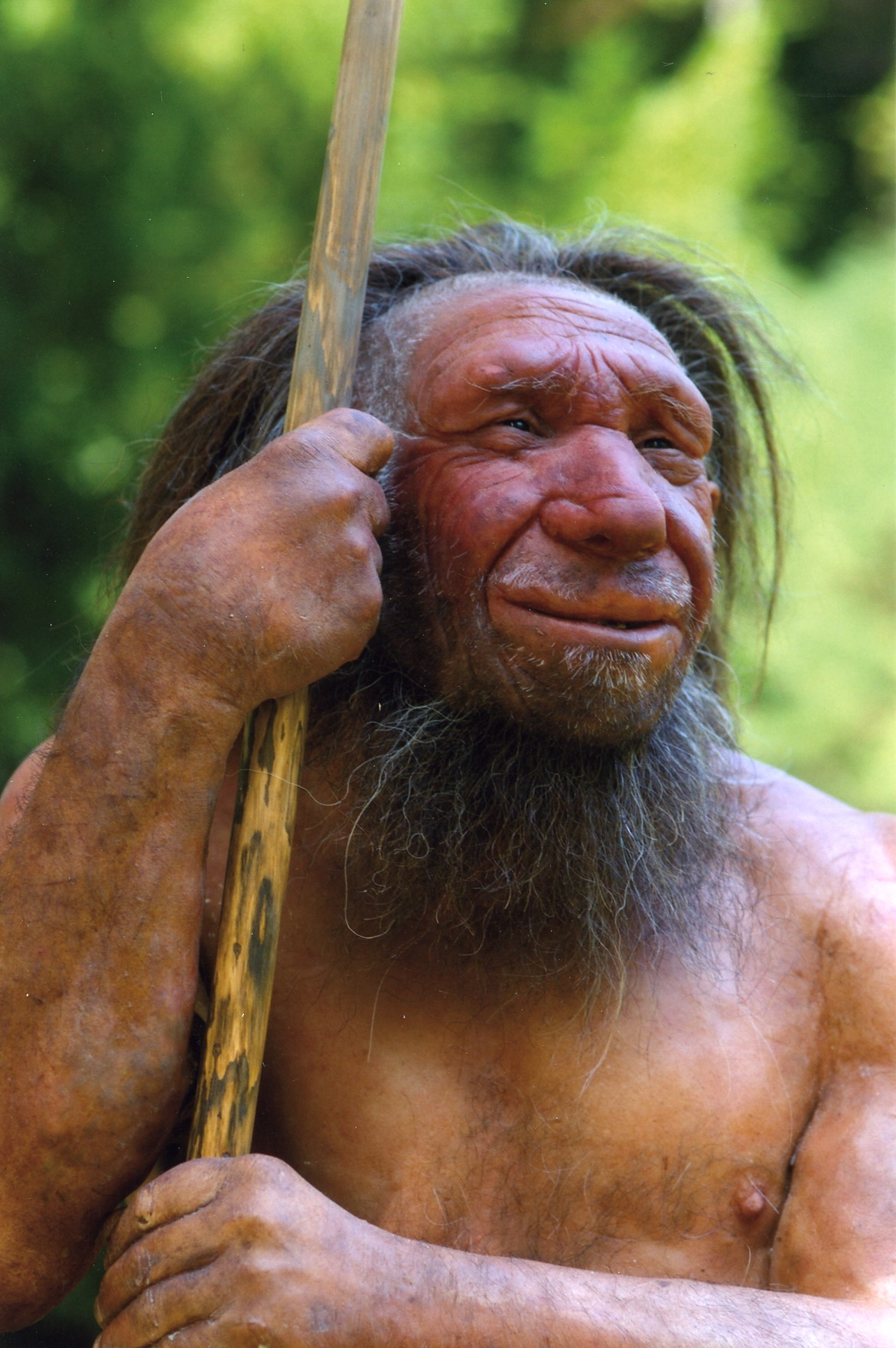
Reconstituirea unui Om de Neanderthal vârstnic

Dovezile timpurii provenite din ADN-ul mitocondrial secvențial au sugerat că nu a apărut nici un flux genetic semnificativ între H. neanderthalensis și H. sapiens și că cele două au fost specii separate care au împărțit un strămoș comun în urmă cu 660.000 de ani. Cu toate acestea, o secvențiere a genomului neanderthalian în 2010 a arătat că neanderthalienii s-au încrucișat într-adevăr cu oamenii moderni cu circa 45.000 până la 80.000 de ani în urmă. Secvențierea genetică a unui om din România datat acum 40.000 de ani și găsit în Peștera cu Oase a aratat ca 5-11% din genomul lui era Neanderthal. Acest lucru ar însemna că acest individ a avut un strămoș Neanderthal, în urmă cu 4-6 generații.
Aproape toți oamenii non-africani moderni au 1% până la 4% din ADN-ul lor derivat din ADN-ul neanderthalian. Neanderthalienii și Homo sapiens au coexistat în Europa, timp în care se pare că populația oamenilor moderni a depășit numeric pe cea a neanderthalienilor.
În 2008, arheologii care lucrau la situl Peștera Denisova din Munții Altai din Siberia au descoperit un mic fragment osos din al cincilea deget al unui membru copil aparținând Omul de Denisova. Artefactele, incluzând o brățară, excavate din peșteră au fost datate radiocarbon în jurul anului 40.000 î.Hr. Cum ADN-ul a supraviețuit în fragmentul fosil datorită climatului răcoros al Peșterei Denisova, au fost secvențiate atât ADNmt cât și ADN-ul nuclear.
În timp ce punctul de divergență al ADNmt a fost neașteptat de adânc în timp, secvența genomică completă a sugerat că denisovanii aparțineau aceleiași linii ca și neanderthalienii, cu două divergențe la scurt timp după ce linia lor s-a despărțit de linia care a dat naștere oamenilor moderni. Este cunoscut că oamenii moderni s-au suprapus cu neanderthalienii în Europa și în Orientul Apropiat timp de peste 40.000 de ani, iar descoperirea ridică posibilitatea ca neanderthalienii, denisovanii și oamenii moderni să se fi încrucișat. Se creează o imagine mult mai complexă a omenirii în timpul Pleistocenului târziu decât se credea anterior. De asemenea, s-a constatat că până la 6% din ADN-ul anumitor malanezieni moderni provine de la denisovani, ceea ce indică o încrucișare limitată în Asia de Sud-Est.
Sergi Castellano de la Institutul Max Planck pentru antropologie evolutivă din Leipzig, Germania, a raportat în 2016 că, în timp ce genomul Denisovan și cel Neanderthal sunt mai apropiate unul de celălalt decât sunt de noi, genomul neanderthalian siberian arată similarități cu fondul genetic uman modern mai mult decât populațiile europene neanderthale. Dovezile sugerează că populațiile neanderthaliene s-au încrucișat cu oamenii moderni, posibil acum 100.000 de ani, probabil undeva în Orientul Apropiat. Studiile unui copil neanderthalian în Gibraltar arată că, din cauza dezvoltării creierului și a erupției dinților, copiii neanderthalieni s-ar fi putut maturiza mai repede decât în cazului lui Homo sapiens.

### H. floresiensis

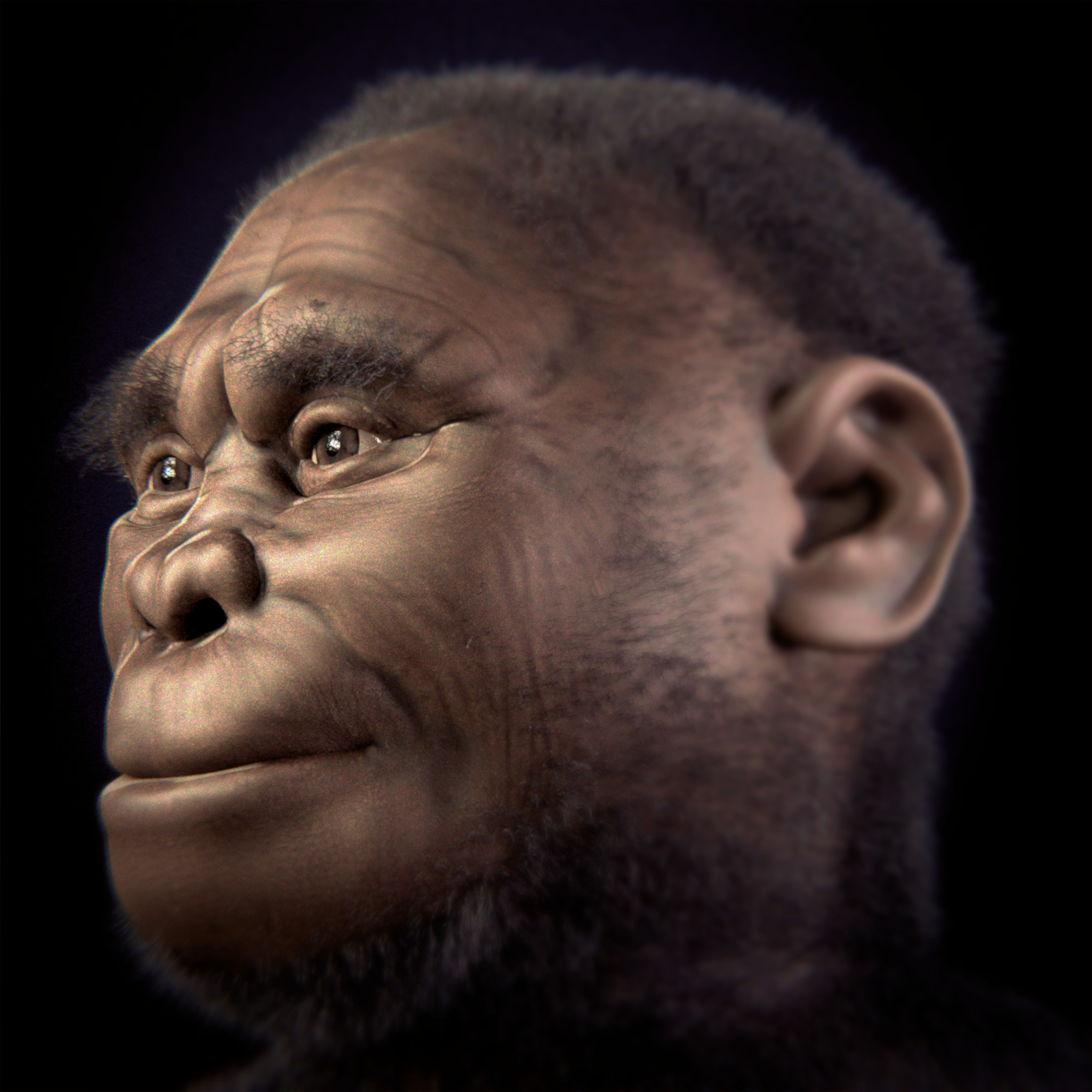
Reconstrucție facială Homo floresiensis

H. floresiensis, care a trăit acum 190.000-50.000 de ani în urmă, a fost poreclit hobbit pentru dimensiunea sa mică, posibil un rezultat al evoluției insulare. H. floresiensis este interesant atât pentru mărimea cât și pentru vârsta sa, fiind un exemplu al unei specii recente din genul Homo care prezintă trăsături derivate ce nu sunt comune cu oamenii moderni. Cu alte cuvinte, H. floresiensis împarte un strămoș comun cu oamenii moderni, dar s-a despărțit de linia umană modernă și a urmat o cale distinctă de evoluție. Principala descoperire a fost un schelet despre care se crede că a aparținut unei femei de aproximativ 30 de ani. Găsit în 2003, scheletul a fost datat la aproximativ 18.000 de ani vechime. 
Există o dezbatere în desfășurare asupra faptului dacă H. floresiensis este într-adevăr o specie separată. Unii oameni de știință susțin că H. floresiensis era un H. sapiens modern, cu nanism patologic. Această ipoteză este susținută în parte, deoarece unii oameni moderni care trăiesc în Flores, insula indoneziană unde s-a găsit scheletul, sunt pigmei. Acest lucru, cuplat cu nanismul patologic  ar fi putut duce la un om semnificativ diminuat din punct de vedere al înălțimii. Celălalt argument major legat de H. floresiensis ca specie separată este acela că a fost găsit cu unelte asociate numai cu H. sapiens.
Ipoteza nanismului patologic, totuși, nu explică caracteristicile anatomice suplimentare care nu sunt similare cu cele ale oamenilor moderni, însă sunt asemănătoare cu cele ale unor membri vechi ai genului nostru. În afară de trăsăturile craniene, caracteristicile care ne separă includ forma oaselor la încheietura mâinii, antebraț, umăr, genunchi și picioare.

### H. sapiens

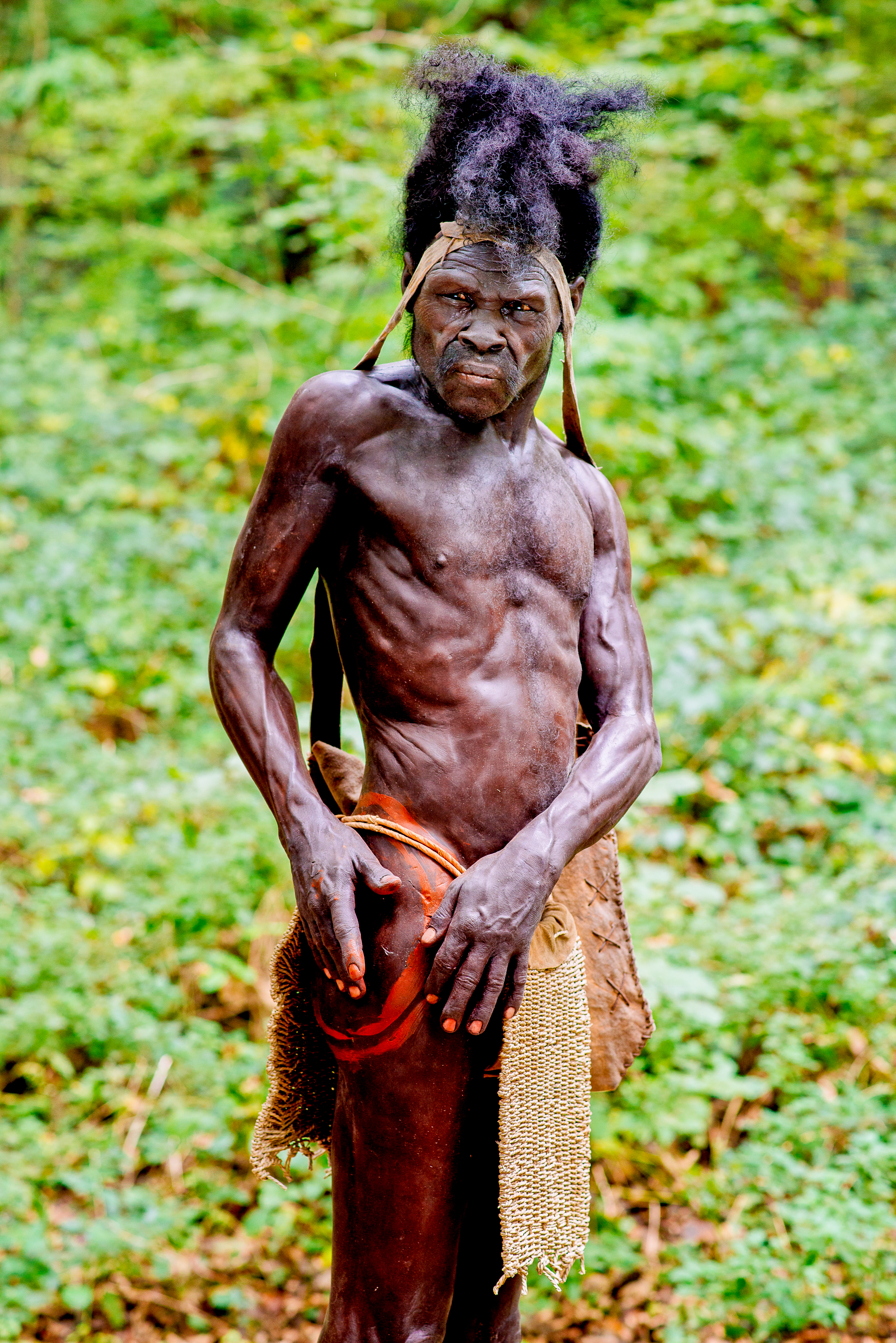
Reconstituirea unui Homo sapiens timpuriu din Jebel Irhoud, Maroc c. 315 000 ani î.Hr.

Homo sapiens (adjectivul sapiens este cuvântul latin pentru "înțelept" sau "inteligent") a apărut în urmă cu 300.000 de ani, probabil derivat din Homo heidelbergensis.
Între 400.000 de ani în urmă și cea de-a doua perioadă interglacială din Pleistocenul mijlociu, în urmă cu aproximativ 250.000 de ani, tendința de extindere a volumului creierului și dezvoltarea elaborării tehnologiilor pentru unelte de piatră, furnizează dovezi pentru o tranziție de la H. erectus la H. sapiens. Dovezile directe sugerează că a existat o migrație a lui H. erectus din Africa, apoi mai departe o speciație a lui H. sapiens din H. erectus în Africa. O migrație ulterioară (atât în interiorul, cât și în afara Africii) l-a înlocuit în cele din urmă pe  H. erectus. Această teorie a migrației și originii este de obicei menționată ca "ipoteza originii unice recente" sau teoria "în afara Africii". H. sapiens s-a încrucișat cu oamenii arhaici atât în Africa, cât și în Eurasia; în Eurasia, în special cu Neanderthali și Denisovani.
Teoria catastrofei Toba, care postulează o "gâtuire a populației" pentru H. sapiens cu aproximativ 70.000 de ani în urmă, a fost controversată de la prima sa propunere din anii '90 și până în anii 2010 a avut un sprijin foarte redus.

## Folosirea uneltelor

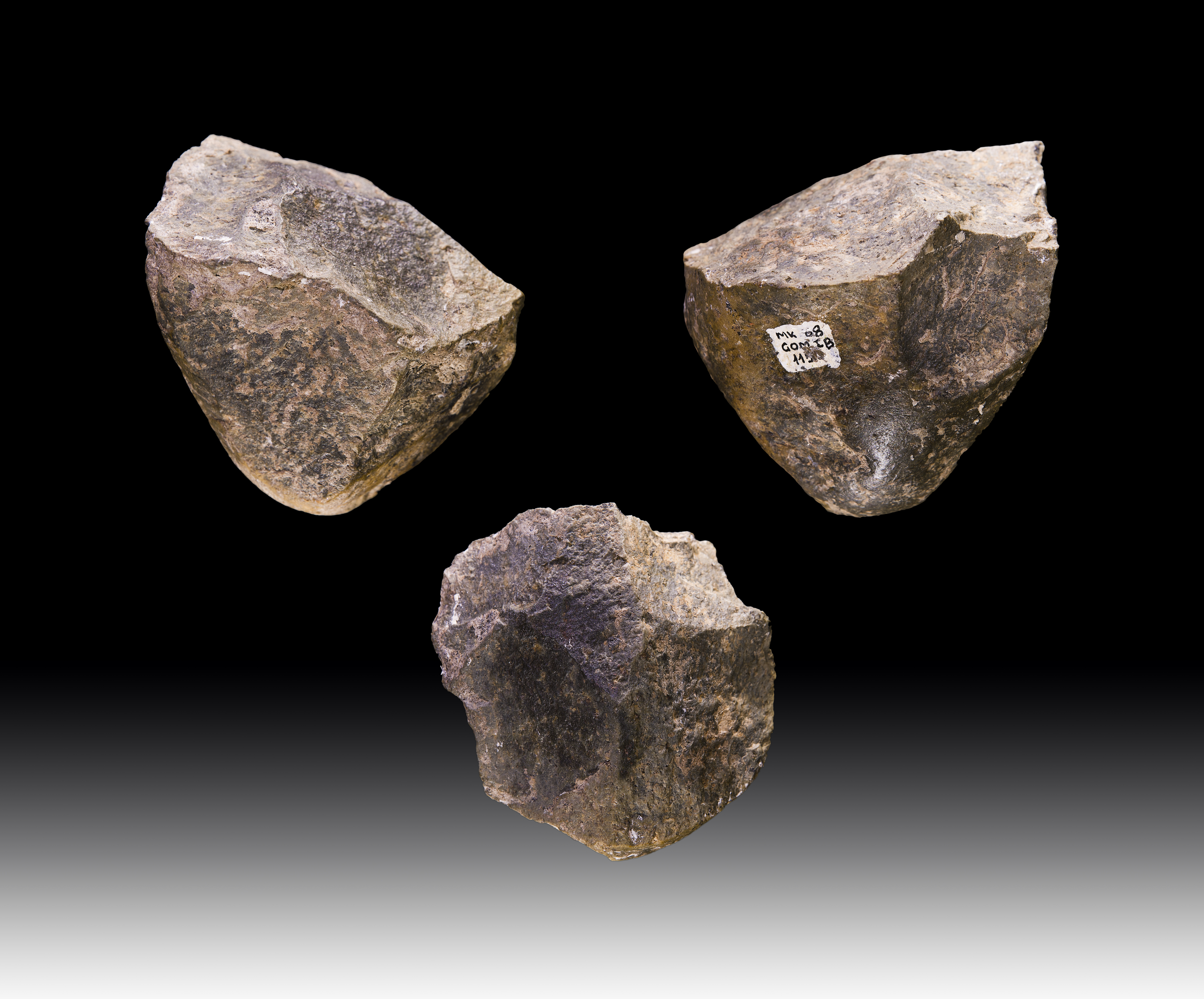
"O piatră ascuțită", o unealtă Oldovan, cea mai simplă unealtă de piatră făcută de Homo.

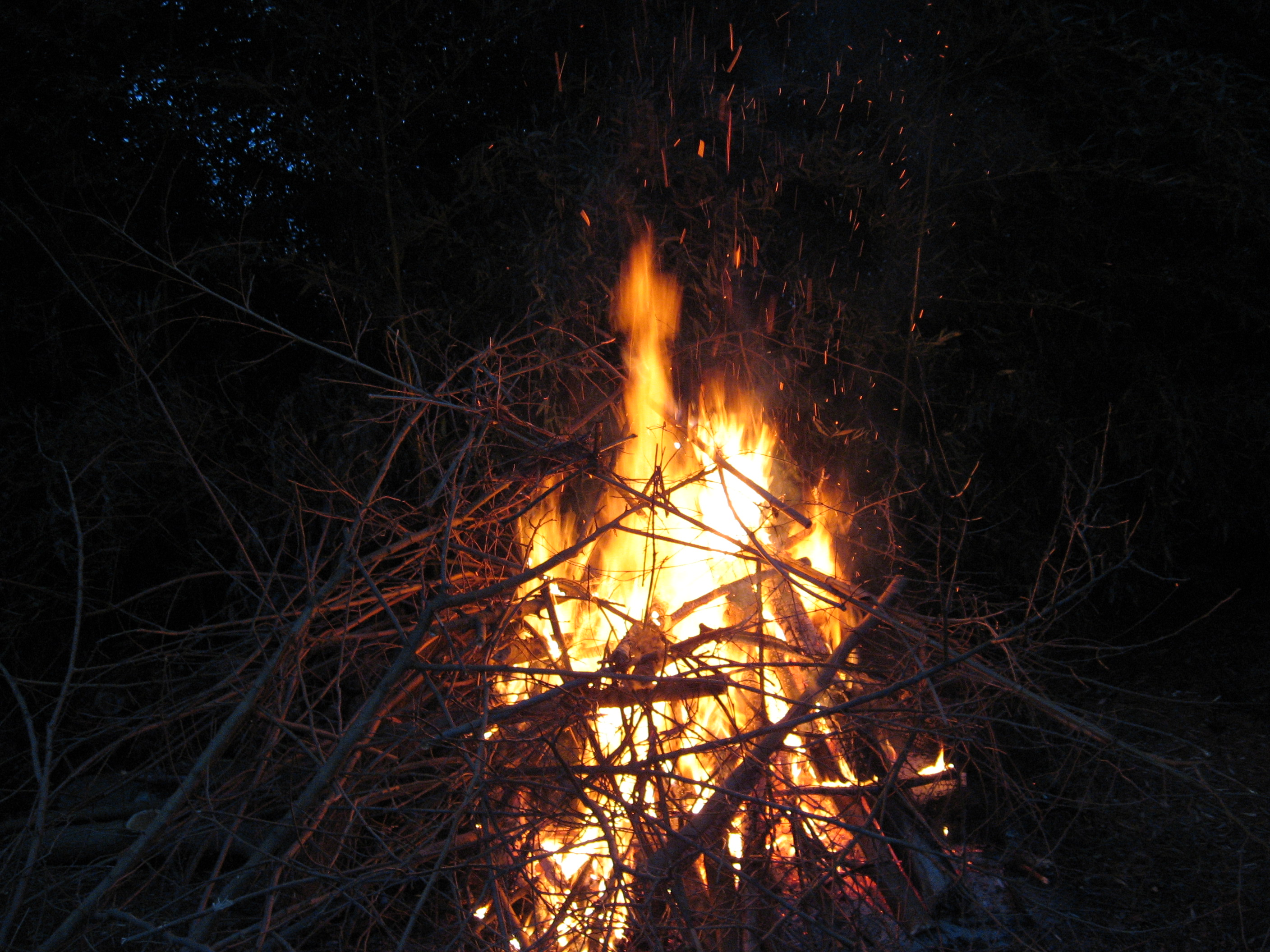
Utilizarea focului a reprezentat o piatră de hotar în istoria omenirii.

Utilizarea uneltelor a fost interpretată ca un semn al inteligenței și s-a teoretizat că utilizarea uneltelor a stimulat anumite aspecte ale evoluției umane, în special expansiunea continuă a creierului uman. Paleontologia nu a explicat încă extinderea acestui organ de-a lungul a milioane de ani, în ciuda faptului că era extrem de solicitant în ceea ce privește consumul de energie. Creierul unui om modern consumă aproximativ 260 kilocalorii pe zi, o cincime din consumul de energie al corpului în stare de repaus.
Momentul exact când primii oameni au început să folosească uneltele este dificil de stabilit, deoarece cu cât sunt mai primitive aceste unelte (de exemplu, pietre ascuțite) cu atât este mai dificil de decis dacă acestea sunt obiecte naturale sau artefacte umane. Există dovezi că australopitecii (4 milioane de ani) ar fi putut folosi oase rupte ca unelte, dar acest lucru este dezbătut.
Trebuie remarcat faptul că multe specii fac și folosesc unelte, dar genul uman este cel care domină domeniul producerii și folosirii uneltelor mai complexe. Cele mai vechi unelte cunoscute sunt uneltele de piatră reunite sub numele de "industria oldovană", vechi de 2,5-2,6 milioane de ani. O fosilă Homo a fost găsită în apropierea uneltelor Oldovan, iar vârsta sa a fost însemnată la 2,3 milioane de ani, ceea ce sugerează că, probabil, specia Homo a creat și a utilizat într-adevăr aceste unelte. Este o posibilitate, dar nu reprezintă dovezi solide. Mulți antropologi sunt de părere că avansul tehnologic atins acum 2,5 milioane de ani a coincis cu începutul expansiunii cerebrale.

Bernard Wood a remarcat că Paranthropus a coexistat cu speciile timpurii de Homo din zona industriei oldovane în aproximativ același interval de timp. Deși nu există dovezi directe care identifică Paranthropus ca făuritor de unelte, anatomia lor dă dovadă indirectă a capacităților lor în acest domeniu.

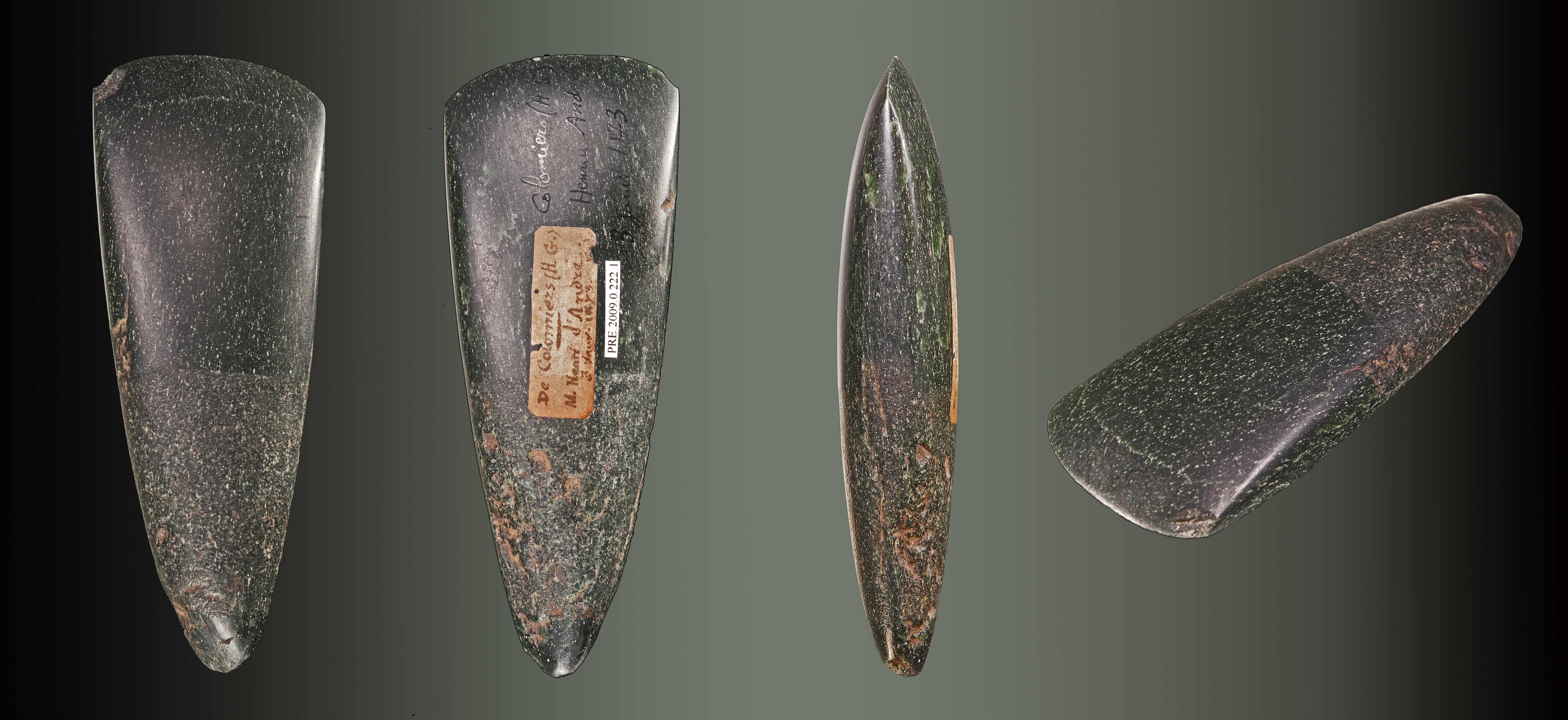
Topoare netede din jadeit, Neolitic

 Majoritatea paleoantropologilor sunt de acord că speciile timpurii de Homo au fost într-adevăr responsabile pentru majoritatea uneltelor din industria oldovană găsite. Ei susțin că atunci când majoritatea uneltelor oldovane găsite în asociere cu fosilele umane, Homo a fost mereu prezent, dar Paranthropus nu a fost.
În 1994, Randall Susman a folosit anatomia degetului opozabil ca bază pentru argumentul său că atât speciile Homo, cât și Paranthropus au fost făuritoare de unelte. El a comparat oasele și mușchii degetelor umane și ale cimpanzeilor, constatând că oamenii au 3 mușchi care lipsesc cimpanzeilor. Oamenii au, de asemenea, metacarpienele mai groase, cu capete mai largi, permițând o abilitatea de a prinde cu precizie obiecte între degetul mare și restul degetelor. Susman a susținut că anatomia modernă a degetului uman opus este un răspuns evolutiv la cerințele asociate cu producerea și manipularea uneltelor și că ambele specii erau într-adevăr făuritoare de unelte.

### Unelte de piatră
Uneltele de piatră sunt atestate în urmă cu 2,6 milioane de ani, când H. habilis din Africa de Est a folosit așa-numitele unelte oldovan - așchii grosolane, răzuitoare și toporașe fabricate din pietre prin îndepărtatea câtorva așchii. Aceasta marchează începutul perioadei Paleolitice sau Epoca veche a pietrei; sfârșitul său este considerat sfârșitul ultimei perioade glaciare, în urmă cu aproximativ 10.000 de ani. Paleoliticul este împărțit în Paleoliticul inferior (epoca veche a pietrei), care se încheie în urmă cu 350.000-300.000 de ani, Paleoliticul mijlociu (epoca medie a pietrei), până în urmă cu 50.000-30.000 de ani și Paleoliticul superior (epoca nouă a pietrei), acum 50.000-10.000 de ani.
Arheologii care lucrează în Valea Marelui Rift din Kenya pretind că au descoperit cele mai vechi unelte de piatră cunoscute din lume. Datate cu aproximativ 3,3 milioane de ani în urmă, uneltele sunt cu 700.000 de ani mai vechi decât uneltele de piatră din Etiopia care au deținut anterior acest titlu.
Acum 1,4 milioane de ani în Africa a apărut o nouă tehnică de făurire a uneltelor, pe care arheologii o numesc "industria acheuliană" (după situl Acheul din nordul Franței unde au fost descoperite pentru prima dată) și care reprezintă dovada faptului că făuritorii de unelte au dat în mod intenționat o anumită formă materialului brut pe care l-au folosit, având un model mental a ceea ce dorea să obțină. Apariția uneltei "toporașul de mână" printre dovezile arheologice coincide cu apariția lui Homo erectus. Acum circa 35.000 de ani, în Europa, oamenii au început să făurească unelte cu forme dintre cele mai rafinate, obținute prin prelucrarea unor plăci de piatră desprinse cu grijă. Pentru întâia oară erau folosite ca materii prime în fabricarea uneltelor osul și cornul.

## Schimbări anatomice
Evoluția omului de la prima sa separare de ultimul strămoș comun al oamenilor și al cimpanzeilor se caracterizează printr-o serie de schimbări morfologice, de dezvoltare, fiziologice și comportamentale. Cele mai semnificative dintre aceste adaptări sunt locomoția bipedă, creșterea dimensiunii creierului, ontogeneza prelungită (gestația și copilăria mică) și scăderea dimorfismului sexual.

### Locomoția bipedă

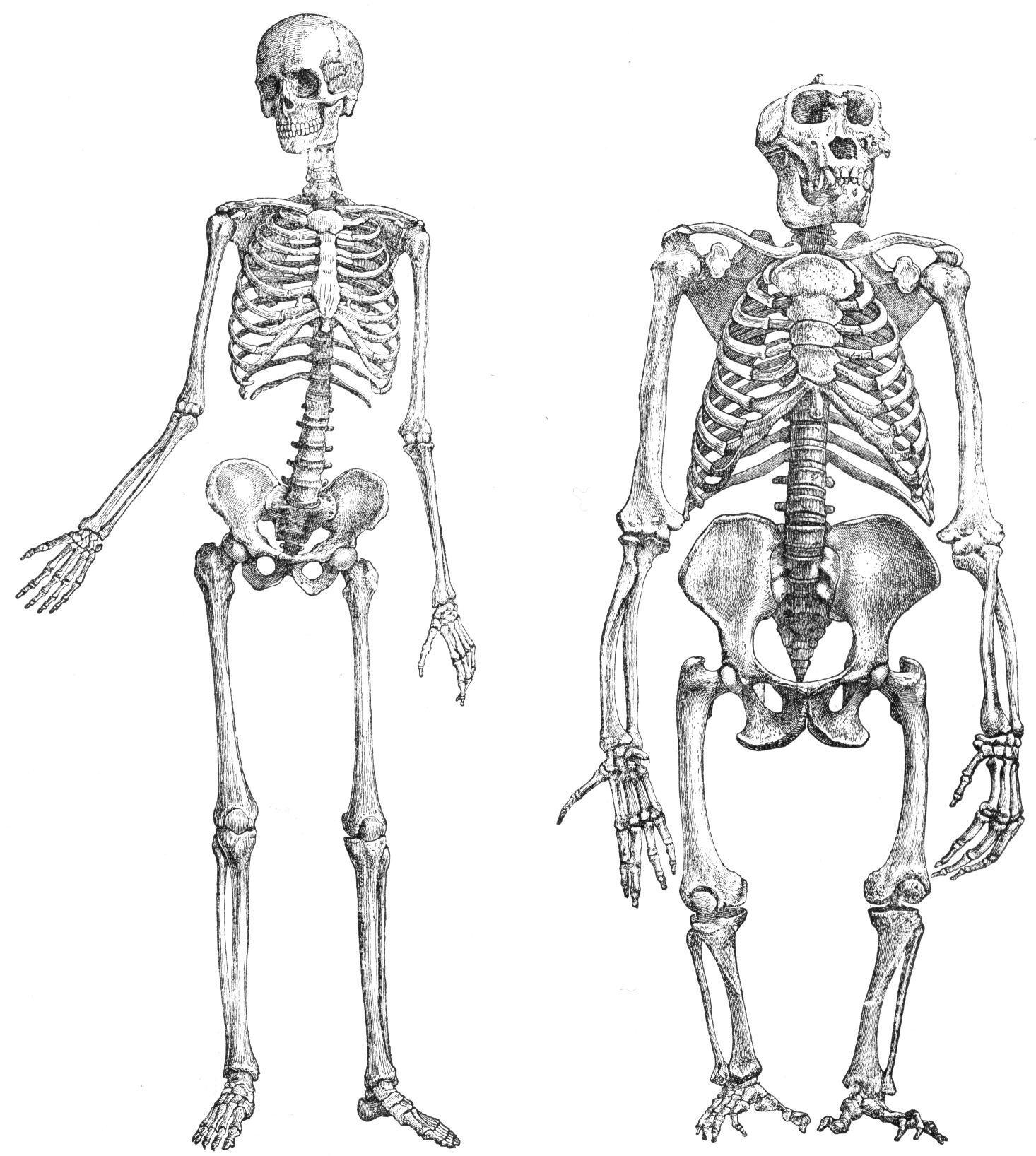
Scheletul uman și al unei gorile

Locomoția bipedă este adaptarea de bază a hominidului și este considerată cauza principală în spatele unei suite de schimbări scheletice împărtășite de toți hominizii bipezi. Cei mai timpurii hominini despre care se presupune că aveau o poziție bipedă se consideră a fi Sahelanthropus sau Orrorin, ambii datând în urmă cu 6-7 milioane de ani. În cele din urmă bipezii timpurii au evoluat în australopithecina și mai târziu în genul Homo.
Există mai multe teorii cu privire la beneficiile bipedismului. Este posibil ca poziția bipedă să fi fost favorizată deoarece a eliberat mâinile care puteau transporta alimente, a economisit energia în timpul locomoției, a permis alergarea pe distanțe lungi și vânătoarea, a îmbunătățit câmpul vizual și a ajutat la evitarea hipertermiei prin reducerea suprafeței expuse direct la soare. Are toate avantajele pentru prosperarea în noul mediu de savană creat ca urmare a creșterii Văii Riftului din Africa de Est față de habitatul forestier închis anterior. Un nou studiu susține ipoteza că mersul pe două picioare a evoluat deoarece folosea mai puțină energie decât mersul cvadruplu. Totuși, studii recente sugerează că bipedismul fără capacitatea de a folosi focul nu ar fi permis dispersarea globală.
Anatomic, evoluția bipedismului a fost însoțită de un număr mare de modificări scheletice, nu doar la nivelul picioarelor și pelvisului, ci și la nivelul coloanei vertebrale, a labei piciorului, gleznei și craniului. Femurul a evoluat într-o poziție puțin mai înclinată pentru a deplasa centrul de greutate spre centrul geometric al corpului. Articulațiile gleznei și genunchiului sunt întărite pentru a susține acum toată greutatea corpului. Tot pentru a susține creșterea greutății, coloana vertebrală umană a căpătat forma literei S, iar vertebrele lombare au devenit mai scurte și mai largi. Degetul mare de la picior se aliniază cu celelalte degete, ceea ce duce la suportarea greutății corpului în timpul mersului și ajută la locomoție. Brațele și antebrațele se scurtează în raport cu picioarele, ceea ce ușurează mișcarea. Bazinul uman este supus unor cerințe contradictorii: pentru a facilita mersul pe jos, ar trebui să fie cât mai îngust posibil, dar trebuie să rămână în același timp suficient de larg pentru a permite trecerea fătului în timpul nașterii.
Poziția bipedă implică o serie de probleme de natură fiziologică – afecțiuni circulatorii determinate de faptul că inima trebuie să pompeze sângele contra forței de gravitație; afecțiuni osoase cauzate de o coloană vertebrală fragilă; afecțiuni ale sistemului respirator legate inclusiv de dezvoltarea limbajului articulat.

### Encefalizarea

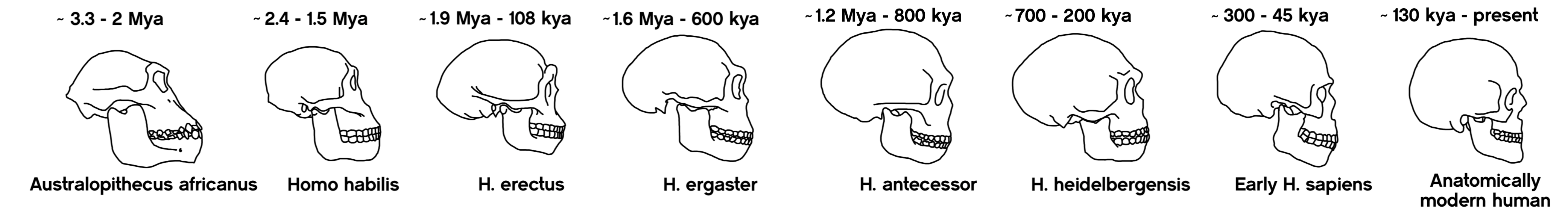
Cranii ale strămoșilor evolutivi umani succesivi (sau aproape-succesivi, în funcție de sursă), până la Homo sapiens „modern”

Specia umană a dezvoltat în cele din urmă un creier mult mai mare decât cel al altor primate - o medie de 1330 cm3 la omul modern, de aproape trei ori mai mare decât dimensiunea creierului la cimpanzeu sau gorilă.  Modelul de encefalizare a început cu Homo habilis, al cărui creier de 600 cm3 era puțin mai mare decât al cimpanzeului. Această evoluție a continuat la Homo erectus cu 800-1.100 cm3 și a ajuns la un maxim la Omul de Neanderthal cu 1.200-1.900 cm3, mai mare chiar decât la Homo sapiens modern. 
Schimbările în structura creierului uman pot fi chiar mai importante decât creșterea în mărime.

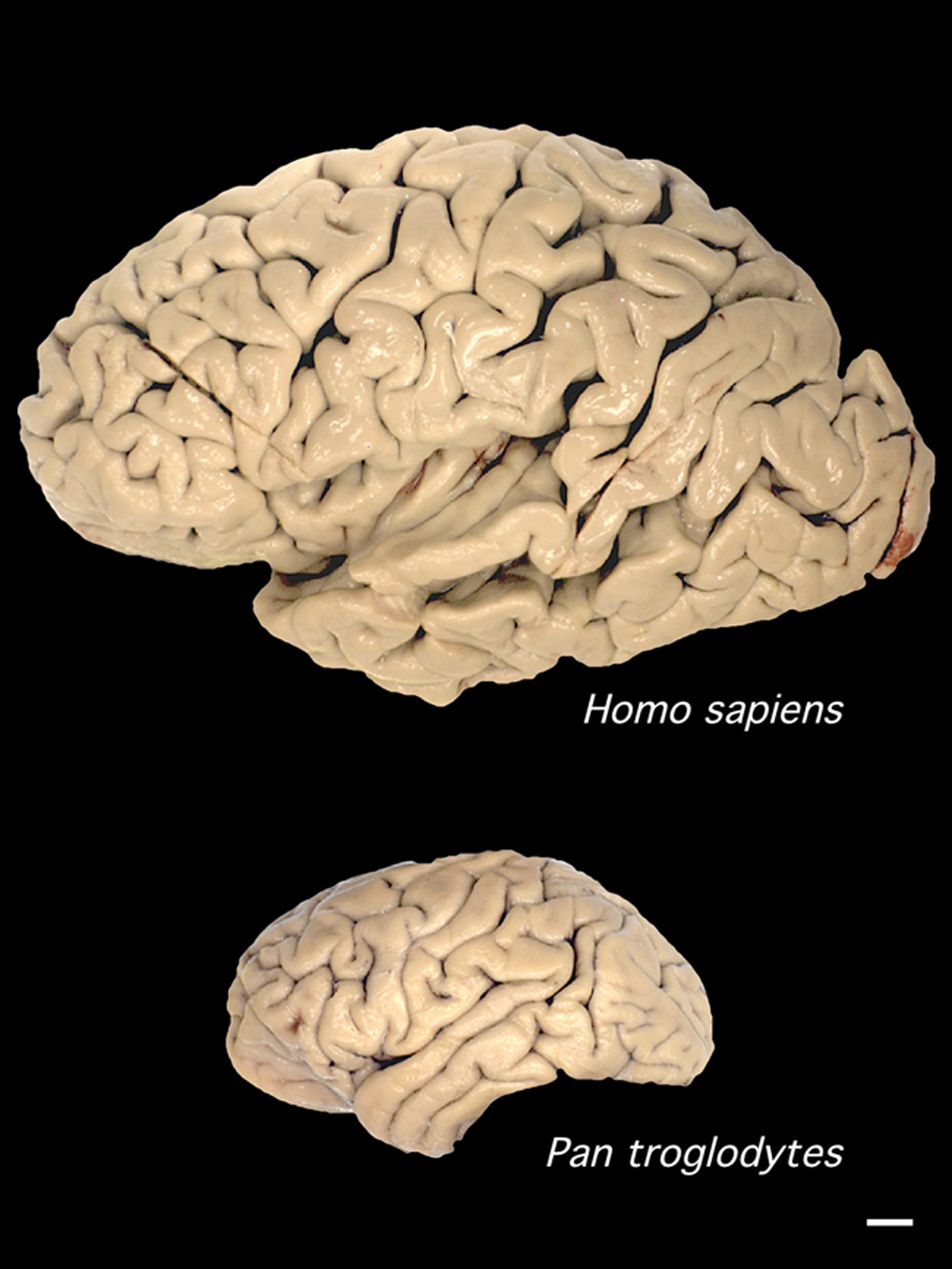
Compararea unui creier uman și a unui cimpanzeu

Lobii temporali, care conțin centre de prelucrare a limbajului, au crescut disproporționat, ca și cortexul prefrontal, care a fost legat de procesul complex de luare a deciziilor și de comportamentul social. Encephalizarea a fost legată de creșterea aportului cărnii în alimentație, și de evoluția hranei gătite, și s-a sugerat ideea că inteligența crescută a fost răspunsul la o necesitate crescută de a rezolva problemele sociale, societatea umană devenind mai complexă. Modificările morfologiei craniului, cum ar fi mandibulele mai mici și fixarea musculară mandibulară, au permis mai mult spațiu creșterii creierului.
Creșterea volumului neocortexului a inclus o creștere rapidă a mărimii cerebelului. Funcția sa a fost în mod tradițional asociată cu echilibrul și controlul motor fin, dar mai recent, într-o mai mică măsură, cu vorbirea și cogniția. Marile maimuțe, inclusiv hominizii, au avut un cerebel mai pronunțat față de neocortex decât alte primate. S-a sugerat că, datorită funcției sale de control senzorial-motor și de învățare a secvențelor complexe de acțiuni musculare, cerebelul s-ar putea să fi susținut adaptările tehnologice umane, inclusiv precondițiile de vorbire.
Avantajul imediat pentru supraviețuire datorat encefalizării este greu de discernut, deoarece modificările majore ale creierului de la Homo erectus la Homo heidelbergensis nu au fost însoțite de schimbări majore în tehnologie. S-a sugerat că schimbările au fost în principal sociale și comportamentale, incluzând abilități empatice crescute, creșterea numărului de grupuri sociale și o flexibilitate sporită a comportamentului.

### Dimorfism sexual
Gradul redus de dimorfism sexual la om este vizibil în primul rând în reducerea caninilor masculini în raport cu alte specii de maimuță (cu excepția gibonilor), reducerea boselor frontale și robustețea generală a bărbaților. O altă schimbare fiziologică importantă legată de sexualitate la oameni a fost evoluția estrusului ascuns. Oamenii sunt singurii hominoizi în care femela este fertilă pe tot parcursul anului și în care nu există semne speciale ale fertilitățiie (cum ar fi umflarea genitală sau modificări excesive ale proceptivității în timpul estrului).

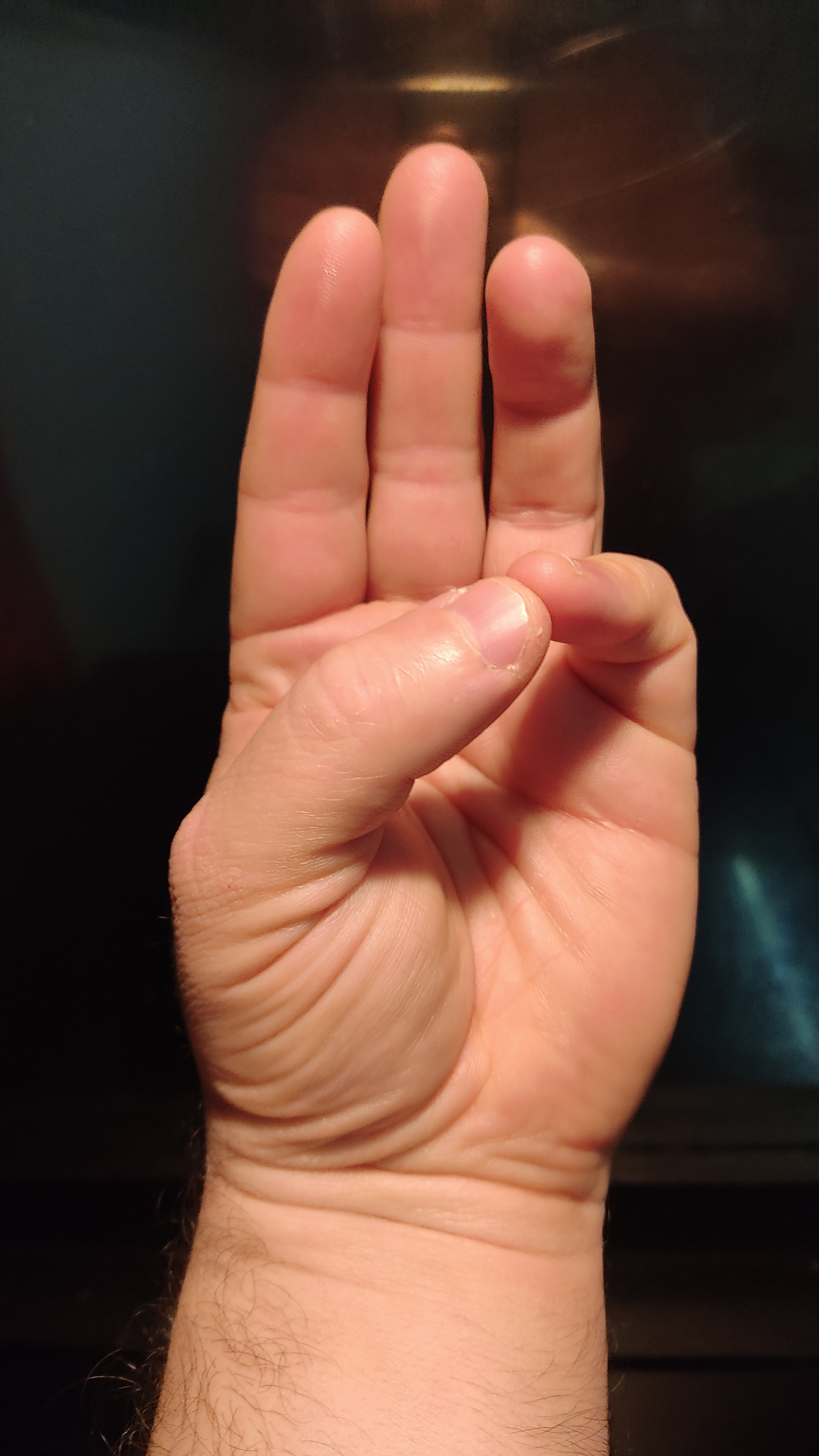
Numai omul este capabil să atingă degetul mic cu degetul mare.

Cu toate acestea, oamenii păstrează un grad de dimorfism sexual în distribuția părului corpului și a grăsimii subcutanate, iar în dimensiunea totală, bărbații sunt cu aproximativ 15% mai mari decât femeile. Aceste modificări luate împreună au fost interpretate ca urmare a unui accent sporit pe legarea perechilor ca o posibilă soluție la cerințele parentale sporite cauzate de copilăria prelungită a pruncului.

### Alte schimbări
Opoziția ulnară — contactul dintre degetul mare și vârful degetului mic al aceleiași mâini — este unică pentru genul Homo, incluzând Neanderthalii și oamenii anatomic moderni. La alte primate, degetul mare este scurt și nu poate atinge degetul mic. Opoziția ulnară facilitează prinderea cu precizie și cu putere a mâinii umane, care stau la baza tuturor manipulărilor iscusite. 
O serie de alte schimbări au caracterizat evoluția oamenilor, printre care o importanță sporită asupra vederii mai degrabă decât a  mirosului, o perioadă mai lungă de dezvoltare juvenilă și o dependență mai mare a sugarului, un intestin mai mic, metabolism bazal mai rapid,  pierderea părului corpului, evoluția glandelor sudoripare, o schimbare a formei arcadei dentare de la cea în formă de „u” la cea parabolică, dezvoltarea bărbiei (găsit doar la Homo sapiens),  dezvoltarea proceselor stiloide și dezvoltarea unei laringe descendent.

## Tranziția la modernitatea comportamentală

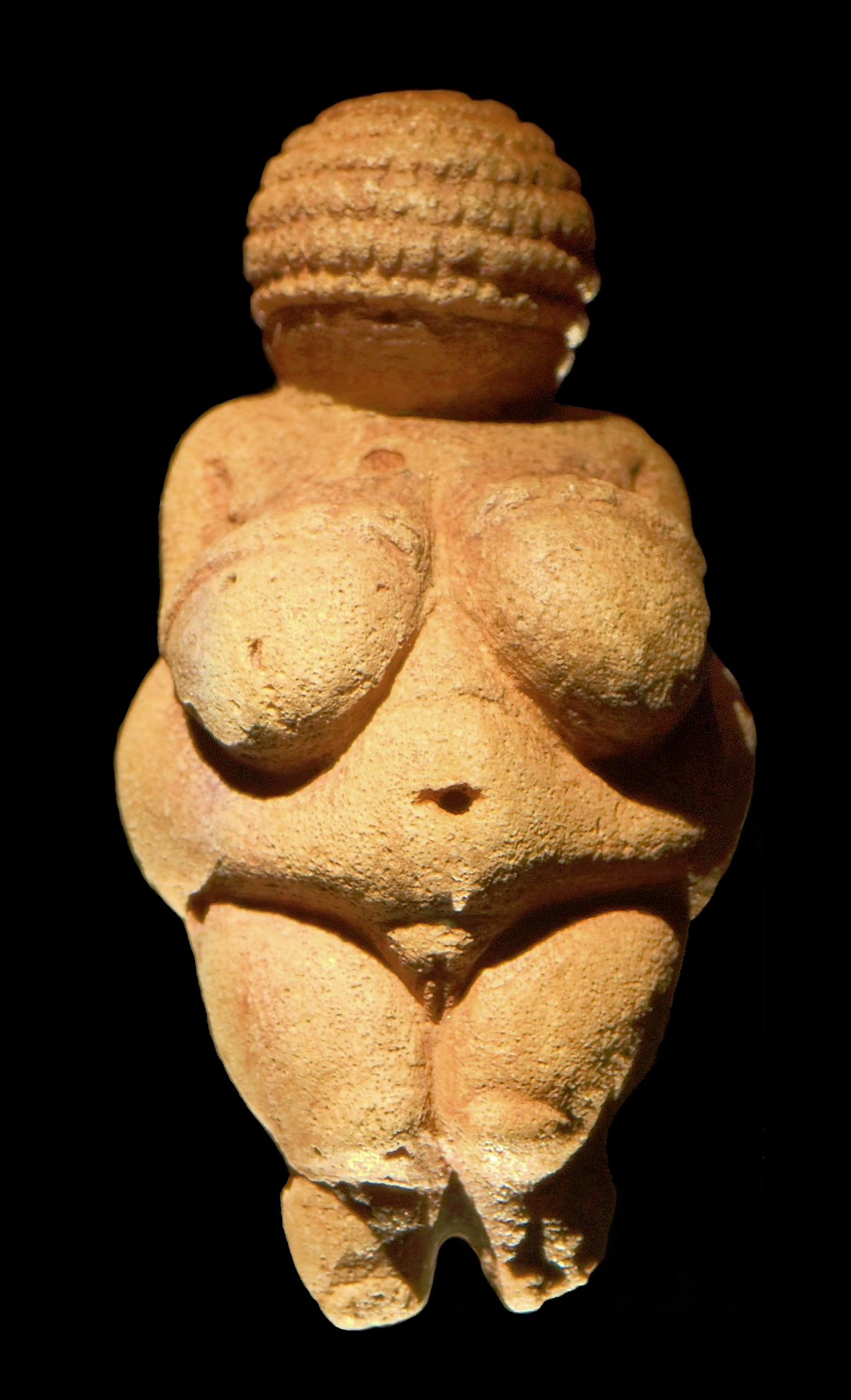
Venus din Willendorf, un exemplu de artă paleolitică, datat cu 24-26.000 de ani în urmă

Antropologii descriu comportamentul uman modern ca incluzând trăsături culturale și comportamentale precum specializarea uneltelor, utilizarea bijuteriilor și a imaginilor (cum ar fi desenele rupestre), organizarea spațiului de locuit, ritualurile (cum ar fi cadourile funerare), tehnicile de vânătoare specializate, explorarea zonelor geografice mai puțin ospitaliere și rețelele comerciale de troc, precum și trăsături mai generale, cum ar fi limbajul și gândirea simbolică complexă. Dezbaterea continuă pentru a stabili dacă o „revoluție” a dus la oamenii moderni („big bang al conștiinței umane") sau dacă evoluția a fost mai treptată.
Până în urmă, cu aproximativ 50.000-40.000 de ani, utilizarea uneltelor de piatră pare să fi progresat treptat. Fiecare fază (Homo habilis, Homo ergaster, Homo neanderthalensis) a marcat o nouă tehnologie, urmată de o dezvoltare foarte lentă până la următoarea fază. În prezent, paleoantropologii dezbat dacă aceste specii de Homo au posedat unele sau multe comportamente umane moderne. Acestea par să fi fost conservatoare din punct de vedere cultural, păstrând aceleași tehnologii și modele de căutare a hranei pe perioade foarte lungi.
În jurul anului 50.000 î.Hr., cultura umană a început să evolueze mai rapid. Tranziția către modernitatea comportamentală a fost caracterizată de unii drept un „Mare Salt înainte” sau „Revoluția Paleoliticului superior”, datorită apariției bruște în arhivele arheologice a unor semne distinctive de comportament modern și de vânătoare de vânat mare. Dovezi ale modernității comportamentale semnificativ mai timpurii există, de asemenea, din Africa, cu dovezi mai vechi ale imaginilor abstracte, strategii de subzistență mai ample, unelte și arme mai sofisticate și alte comportamente „moderne”, iar mulți cercetători au susținut recent că tranziția către modernitate a avut loc mai devreme decât se credea anterior.
Alți cercetători consideră că tranziția a fost mai treptată, observând că unele trăsături apăruseră deja la Homo sapiens africani arhaici cu 300.000-200.000 de ani în urmă. Dovezi recente sugerează că populația aborigenă australiană s-a separat de cea africană cu 75.000 de ani în urmă și că a făcut o călătorie pe mare de 160 km cu 60.000 de ani în urmă, ceea ce poate diminua importanța Revoluției Paleoliticului Superior.
Oamenii moderni au început să își îngroape morții, să confecționeze îmbrăcăminte din piei de animale, să vâneze cu tehnici mai sofisticate (cum ar fi folosirea capcanelor cu gropi sau aruncarea animalelor de pe stânci) și să picteze în peșteri. Pe măsură ce cultura umană a avansat, diferite populații au inovat tehnologiile existente: artefacte precum cârlige de pește, nasturi și ace de os arată semne de variație culturală, care nu au fost observate înainte de 50.000 î.Hr. În mod obișnuit, populațiile mai vechi de H. neanderthalensis nu au variat tehnologiile, deși s-a constatat că ansamblurile Chatelperroniene sunt imitații neanderthaliene ale tehnologiilor aurignaciene ale Homo sapiens.

## Evoluția umană recentă și în curs de desfășurare

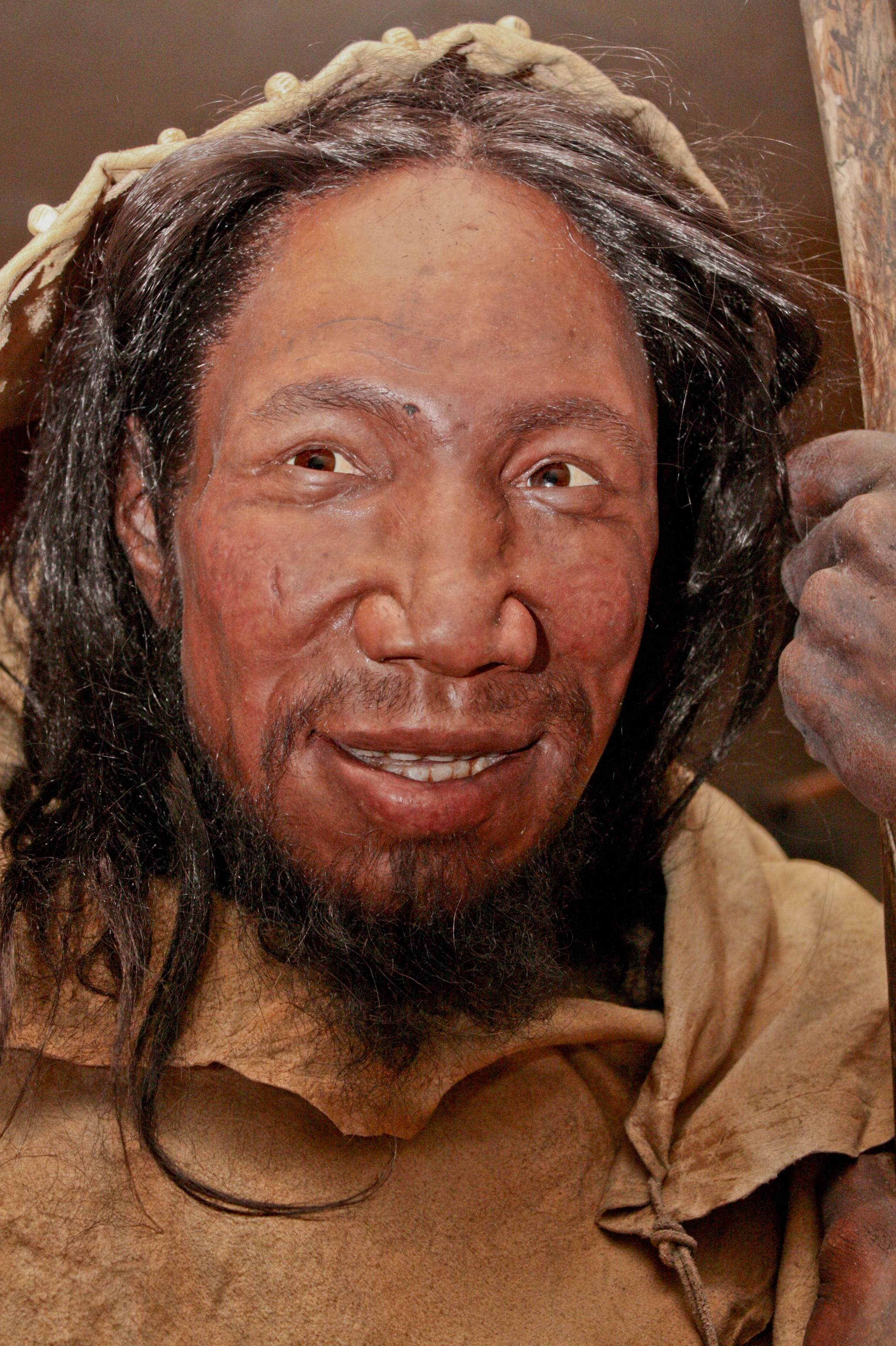
Reconstituirea omului din Paleoliticul superior, Peștera cu Oase, România, c. 40.000 de ani î.Hr.

Populațiile umane moderne din punct de vedere anatomic continuă să evolueze, fiind afectate atât de selecția naturală, cât și de genetică. Deși presiunea de selecție asupra unor trăsături, cum ar fi rezistența la variolă, a scăzut în epoca modernă, oamenii sunt încă supuși selecției naturale pentru multe alte trăsături. Unele dintre acestea se datorează unor presiuni specifice de mediu, în timp ce altele sunt legate de schimbările stilului de viață de la dezvoltarea agriculturii (acum 10.000 de ani), urbanizarea (5.000) și industrializarea (acum 250 de ani). S-a susținut că evoluția umană s-a accelerat de la dezvoltarea agriculturii, acum 10.000 de ani, și a civilizației, acum aproximativ 5.000 de ani, ceea ce a dus, se susține, la diferențe genetice substanțiale între diferitele populații umane actuale, iar cercetări mai recente indică faptul că, pentru unele trăsături, evoluțiile și inovațiile culturii umane au determinat o nouă formă de selecție care coexistă cu selecția naturală și, în unele cazuri, a înlocuit-o în mare măsură.
Este deosebit de vizibilă variația caracteristicilor superficiale, cum ar fi părul cu textură afro sau evoluția recentă a pielii deschise și a părului blond la unele populații, care sunt atribuite diferențelor de climă. Presiuni selective deosebit de puternice au dus la adaptarea la altitudini înalte la om, cu diferențe diferite la diferite populații izolate. Studiile privind baza genetică arată că unele s-au dezvoltat foarte recent, tibetanii evoluând în decurs de 3.000 de ani pentru a avea proporții ridicate ale unei alele a proteinei EPAS1 care se adaptează la altitudini mari.
Evoluția umană recentă legată de agricultură include rezistența genetică la boli infecțioase care a apărut în populațiile umane prin trecerea barierei speciilor de la animalele domestice, precum și modificări ale metabolismului datorate schimbărilor în alimentație, cum ar fi persistența lactazei.
Evoluția determinată de cultură poate sfida așteptările selecției naturale: în timp ce populațiile umane se confruntă cu anumite presiuni care determină o selecție pentru a avea copii la vârste mai mici, apariția contracepției eficiente, a educației superioare și schimbarea normelor sociale au determinat selecția observată în direcția opusă. Cu toate acestea, selecția determinată de cultură nu trebuie neapărat să funcționeze în mod necesar în contradicție sau în opoziție cu selecția naturală: unele propuneri de explicare a ratei ridicate de expansiune recentă a creierului uman indică un fel de feedback în care eficiența sporită a învățării sociale a creierului încurajează dezvoltările culturale care, la rândul lor, încurajează o mai mare eficiență, care determină dezvoltări culturale mai complexe care necesită o eficiență și mai mare, și așa mai departe. Evoluția determinată de cultură are un avantaj prin faptul că, pe lângă efectele genetice, poate fi observată și în arhivele arheologice: dezvoltarea uneltelor de piatră de-a lungul perioadei paleolitice se leagă de dezvoltarea cognitivă determinată de cultură sub forma dobândirii de abilități susținute de cultură și de dezvoltarea unor tehnologii din ce în ce mai complexe și a capacității cognitive de a le elabora.
În epoca contemporană, de la industrializare încoace, au fost observate unele tendințe: de exemplu, menopauza evoluează pentru a apărea mai târziu. Alte tendințe raportate par să includă prelungirea perioadei de reproducere umană și reducerea nivelului de colesterol, a glicemiei și a tensiunii arteriale la unele populații.

## Lista speciilor
Vezi și: Lista speciilor Homo
Această listă este în ordine cronologică în tabel în funcție de gen. Unele nume de specii/subspecii sunt bine stabilite iar altele sunt mai puțin stabilite - în special în genul Homo. Vă rugăm să consultați articole pentru mai multe informații.
| Sahelanthropus   | Homo (uman)                |
| ---------------- | -------------------------- |
| S. tchadensis    | H. gautengensis            |
| Orrorin          | H. habilis                 |
| O. tugenensis    | H. rudolfensis             |
| Ardipithecus     | H. floresiensis            |
| A. kadabba       | H. ergaster                |
| A. ramidus       | H. erectus                 |
| Australopithecus | • H. e. georgicus          |
| A. anamensis     | H. cepranensis             |
| A. afarensis     | H. antecessor              |
| A. bahrelghazali | H. heidelbergensis         |
| A. africanus     | H. rhodesiensis            |
| A. garhi         | H. naledi                  |
| A. sediba        | H. helmei                  |
| Kenyanthropus    | H. neanderthalensis        |
| K. platyops      | H. sapiens                 |
| Paranthropus     | • H. s. idaltu             |
| P. aethiopicus   | • H. s. sapiens (timpuriu) |
| P. boisei        | • H. s. sapiens (modern)   |
| P. robustus      |                            |